# Zypergräser
Die Pflanzengattung Zypergräser (Cyperus) gehört zur Familie der Sauergrasgewächse (Cyperaceae). Die etwa 600 bis fast 1000 Arten sind fast weltweit von den gemäßigten über subtropische bis tropische Gebiete verbreitet.

## Beschreibung

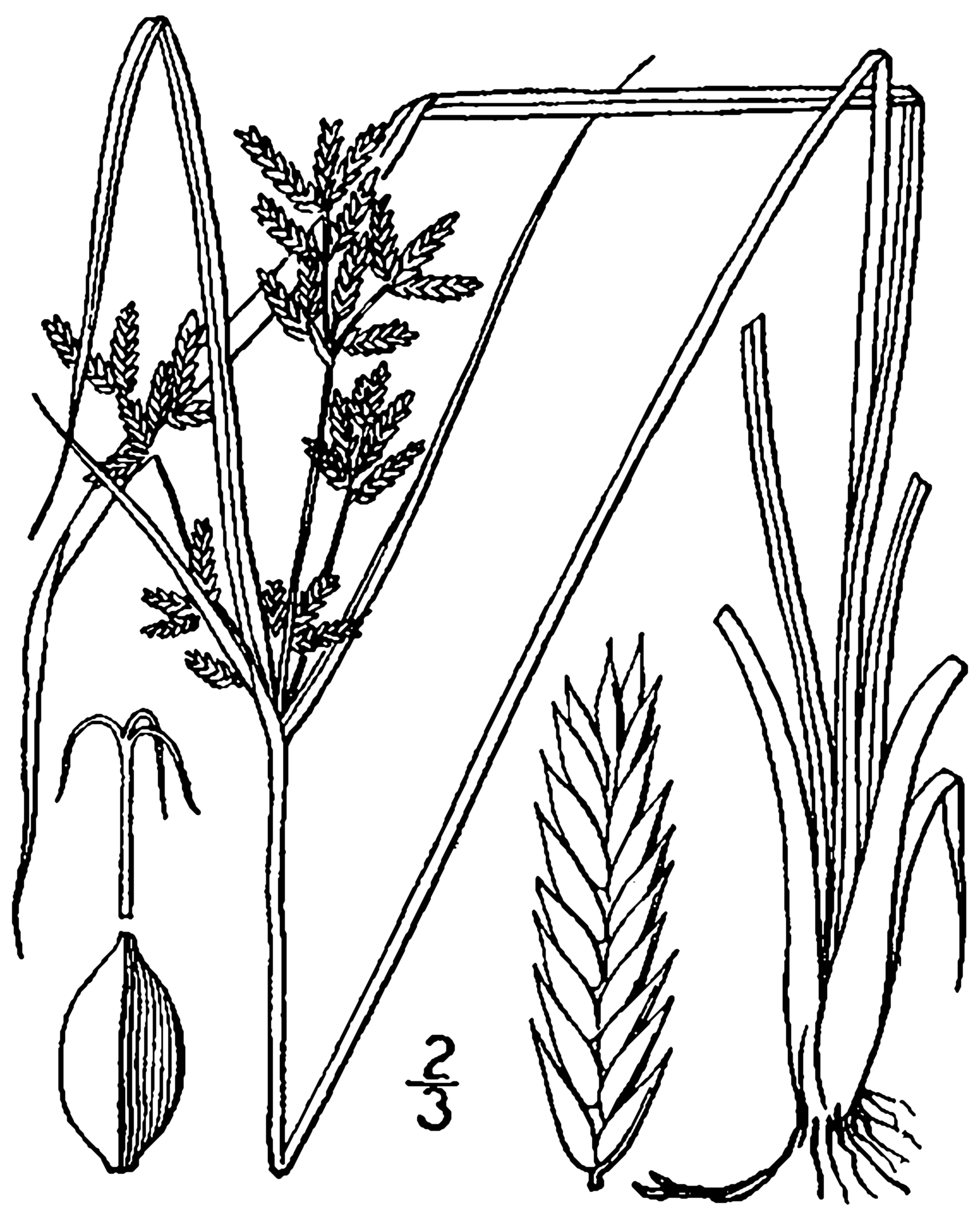
Illustration von Cyperus dentatus

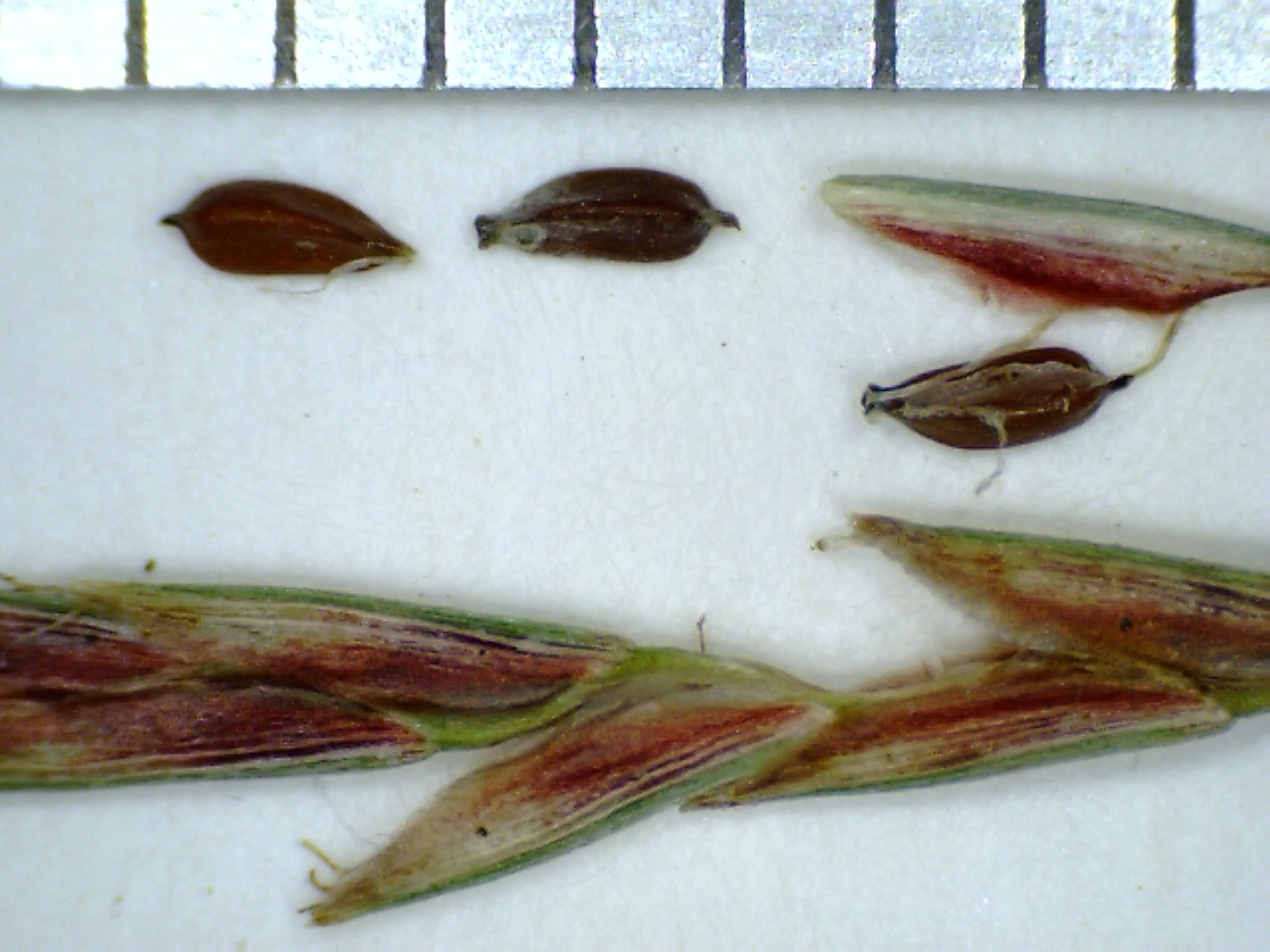
Nussfrüchte von Cyperus congestus

### Erscheinungsbild und Blätter
Die Zypergras-Arten sind meist ausdauernde, seltener ein- bis zweijährige krautige Pflanzen. Oft bilden sie Rhizome, Ausläufer oder selten Pflanzenknollen. Sie können je nach Art mehr oder weniger dichte oder ausgedehnte Horste bilden. Die einzeln oder zu mehreren zusammenstehenden Halme sind im Querschnitt dreikantig oder rund und am Grund beblättert.

### Blütenstände, Blüten und Früchte
Der Gesamtblütenstand besitzt laubblattähnliche Hochblätter und ist aus flachen Ähren zusammengesetzt. Die Ähren sind ungestielt und büschelig, oder sie sind gestielt und spirrig angeordnet. Die Ährchen sind reichblütig und haben dicht zweizeilig stehende, gekielte Tragblätter. Nur bei Cyperus michelianus stehen die Tragblätter dreizeilig. In allen Tragblättern sitzen Blüten. In der Achsel eines Tragblattes stehen die Blüten. Die Blüten sind meist zwittrig, selten eingeschlechtig. Es sind keine Blütenhüllblätter vorhanden. Es sind ein bis drei Staubblätter vorhanden. Auf dem Fruchtknoten befindet sich ein zwei- oder dreigabeliger Griffel mit zwei oder drei Narben.
Die Nussfrüchte sind bei zweinarbigen Arten abgeflacht, linsenförmig und bei dreinarbigen dreikantig.

## Systematik und Verbreitung

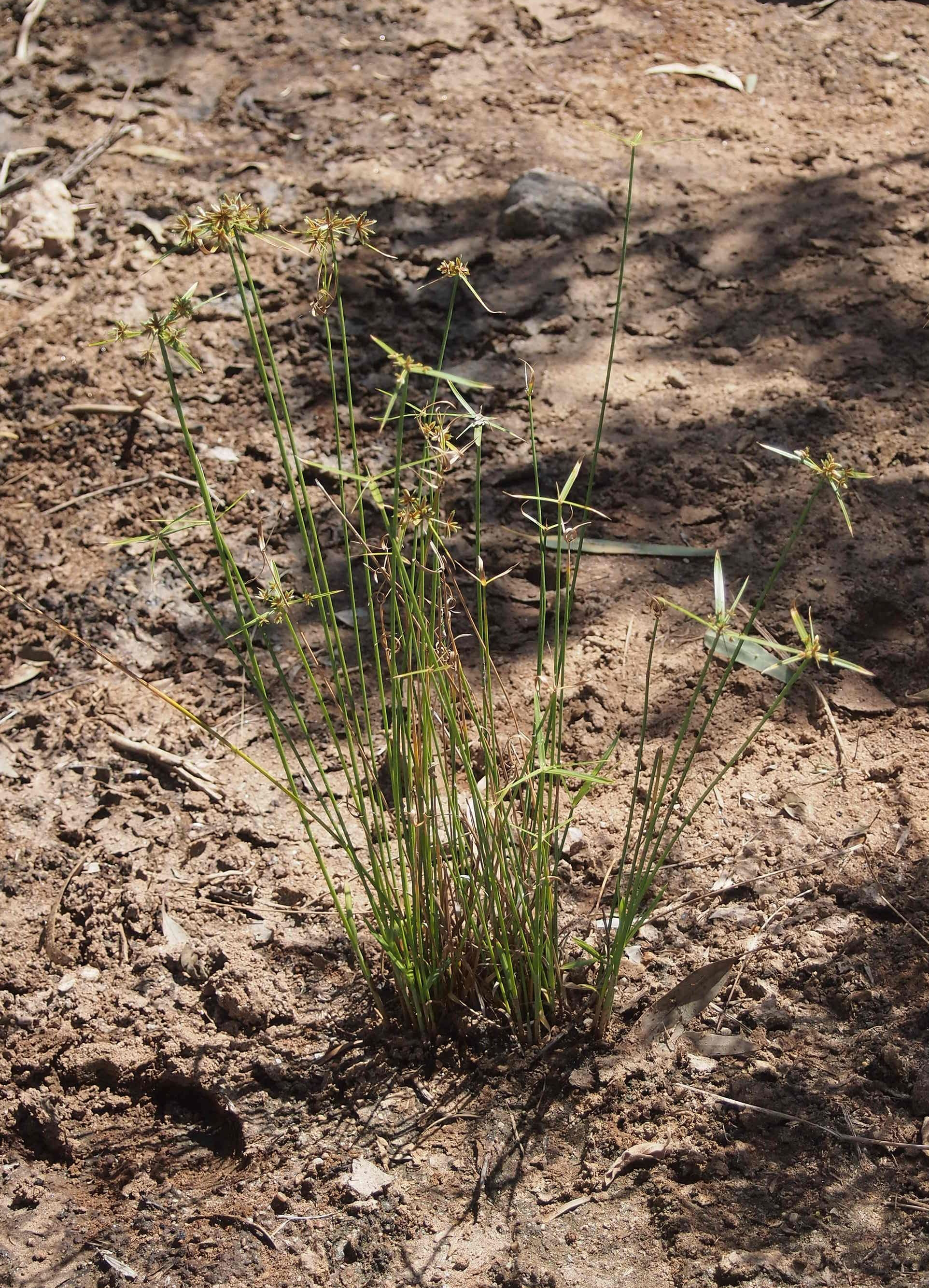
Habitus und Blütenstände von Cyperus vaginatus

Die Gattung Cyperus wurde durch Carl von Linné in Species Plantarum aufgestellt. Als Lectotypusart wurde Cyperus esculentus L. durch Nathaniel Lord Britton in Bulletin of the Department of Agriculture, Jamaica, Volume 5, Supplement 1, 1907, S. 6 festgelegt.
Der Umfang der Gattung Cyperus wird kontrovers diskutiert (300 bis 600 Arten). Synonyme für Cyperus L. s. l. sind: Papyrus Willd., Indocourtoisia Bennet & Raizada nom. illeg., Pseudomariscus Rauschert nom. illeg., Aliniella J.Raynal nom. illeg., Mariscus Vahl nom. cons., Mariscus Gaertn. nom. illeg., Courtoisia Nees nom. illeg., Duval-jouvea Palla, Diclidium Schrad. ex Nees, Adupla Bosc ex Juss., Remirea Aubl., Opetiola Gaertn., Epiphystis Trin., Torulinium Desv. ex Ham., Anosporum Nees, Oxycaryum Nees, Galilea Parl., Hydroschoenus Zoll. & Moritzi, Atomostylis Steud., Pterocyperus Opiz, Sorostachys Steud., Borabora Steud., Trentepohlia Boeckeler, Crepidocarpus Klotzsch ex Boeckeler, Cylindrolepis Boeckeler, Juncellus C.B.Clarke, Ungeria Nees ex C.B.Clarke, Didymia Phil., Chlorocyperus Rikli, Eucyperus Rikli, Acorellus Palla ex Kneuck., Sphaeromariscus E.G.Camus, Mariscopsis Cherm., Ascopholis C.E.C.Fisch., Sphaerocyperus Lye, Alinula J.Raynal, Courtoisina Soják, Raynalia Soják, Marisculus Goetgh., Queenslandiella Domin, Kyllingiella R.W.Haines & Lye. Die Gattung Cyperus ist nur monophyletisch, wenn die Arten von zehn kleineren Gattungen eingegliedert werden. Die Artliste unten entspricht Cyperus s. l. und enthält diese Arten.
Die Gattung Cyperus gehört zur Tribus Cypereae in der Unterfamilie Cyperoideae innerhalb der Familie Cyperaceae.
Das Verbreitungsgebiet der Gattung Cyperus umfasst die gemäßigten, subtropischen und tropischen Gebiete fast weltweit. In Nordamerika kommen etwa 96 Arten vor. In China gibt es etwa 62 Arten, acht davon nur dort. In Pakistan kommen etwa 40 Arten vor. In Nicaragua gibt es etwa 53 und in Costa Rica etwa 58 Arten. In Madagascar gibt es etwa 97 Arten, 38 davon nur dort.
Etwa 27 Arten sind in Europa heimisch. In Mitteleuropa kommen Braunes Zypergras (Cyperus fuscus), Frischgrünes Zypergras (Cyperus eragrostis), Erdmandel (Cyperus esculentus), Knäuel-Zypergras, (Cyperus glomeratus), Hohes Zypergras (Cyperus longus subsp. longus), Kastanienbraunes Zypergras (Cyperus longus subsp. badius), Zwerg-Zypergras (Cyperus michelianus), Pannonisches Zypergras (Cyperus pannonicus) und als Neophyt auch Knolliges Zypergras (Cyperus rotundus) vor.

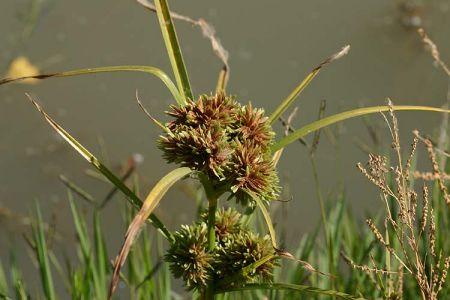
Blütenstand von Cyperus acuminatus

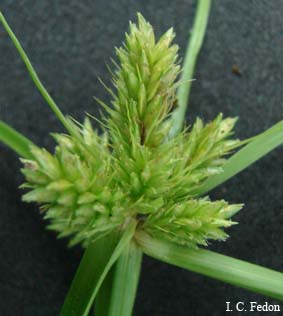
Blütenstand von Cyperus aggregatus

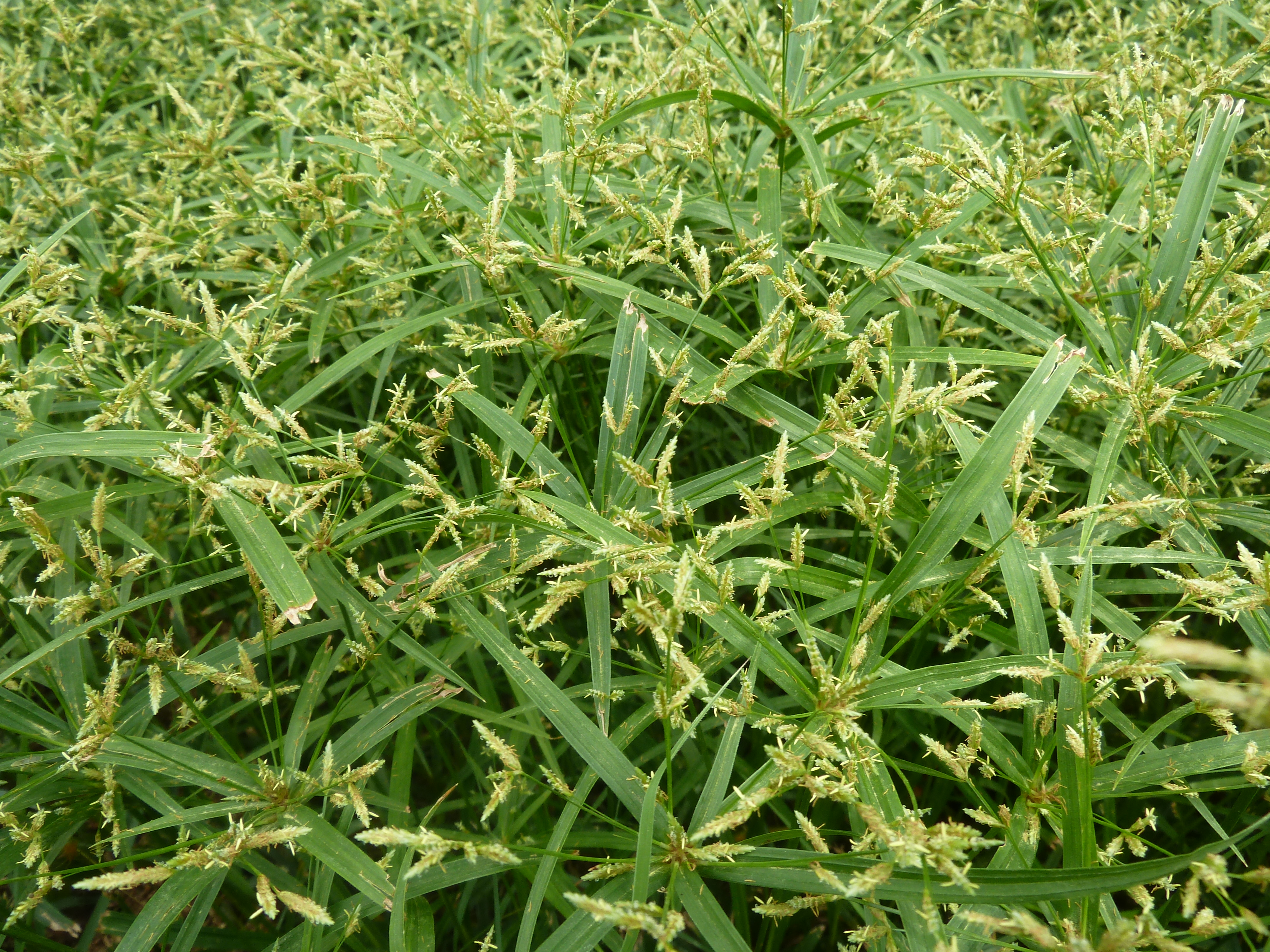
Blütenstände von Cyperus albostriatus

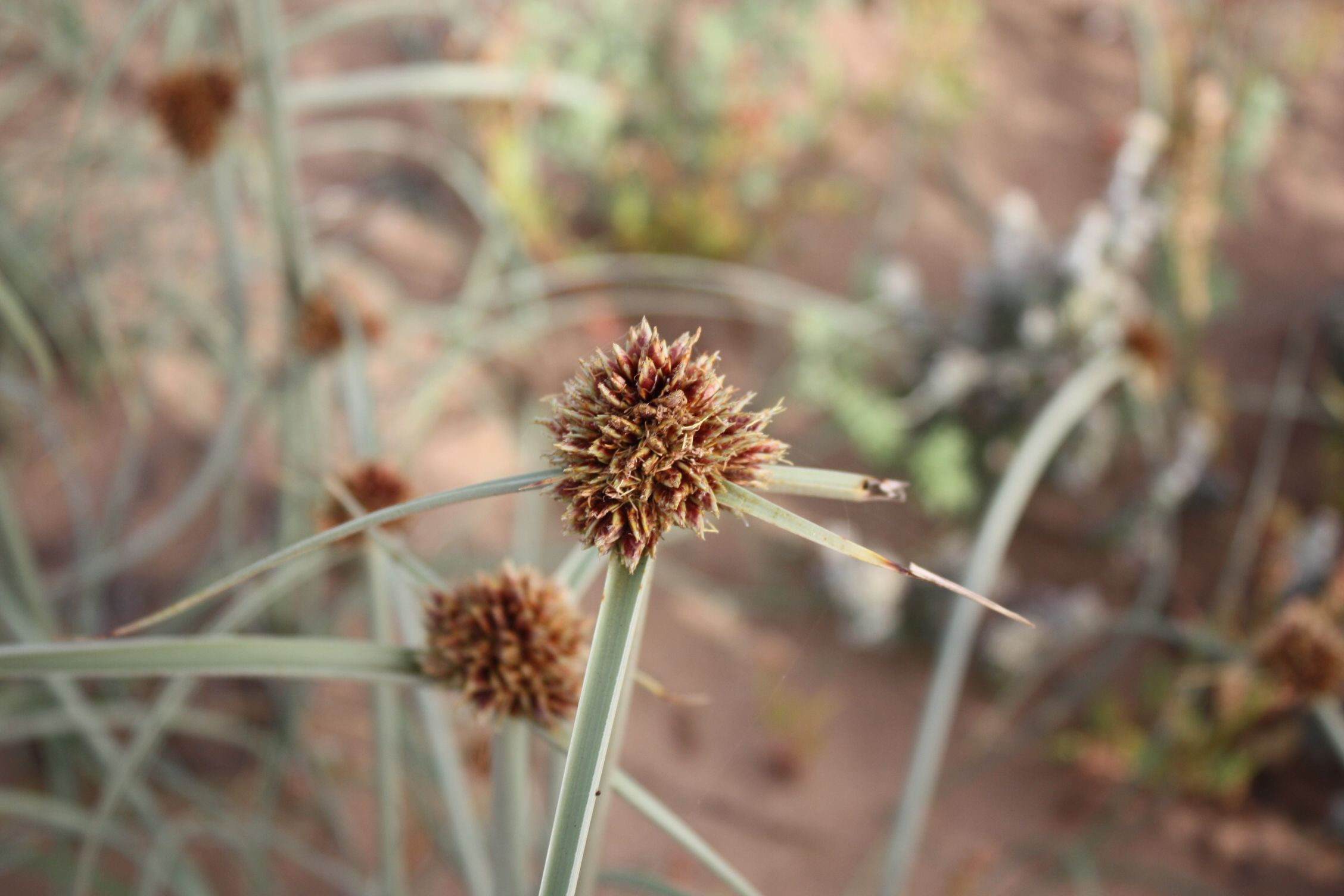
Dünen-Zypergras (Cyperus capitatus)

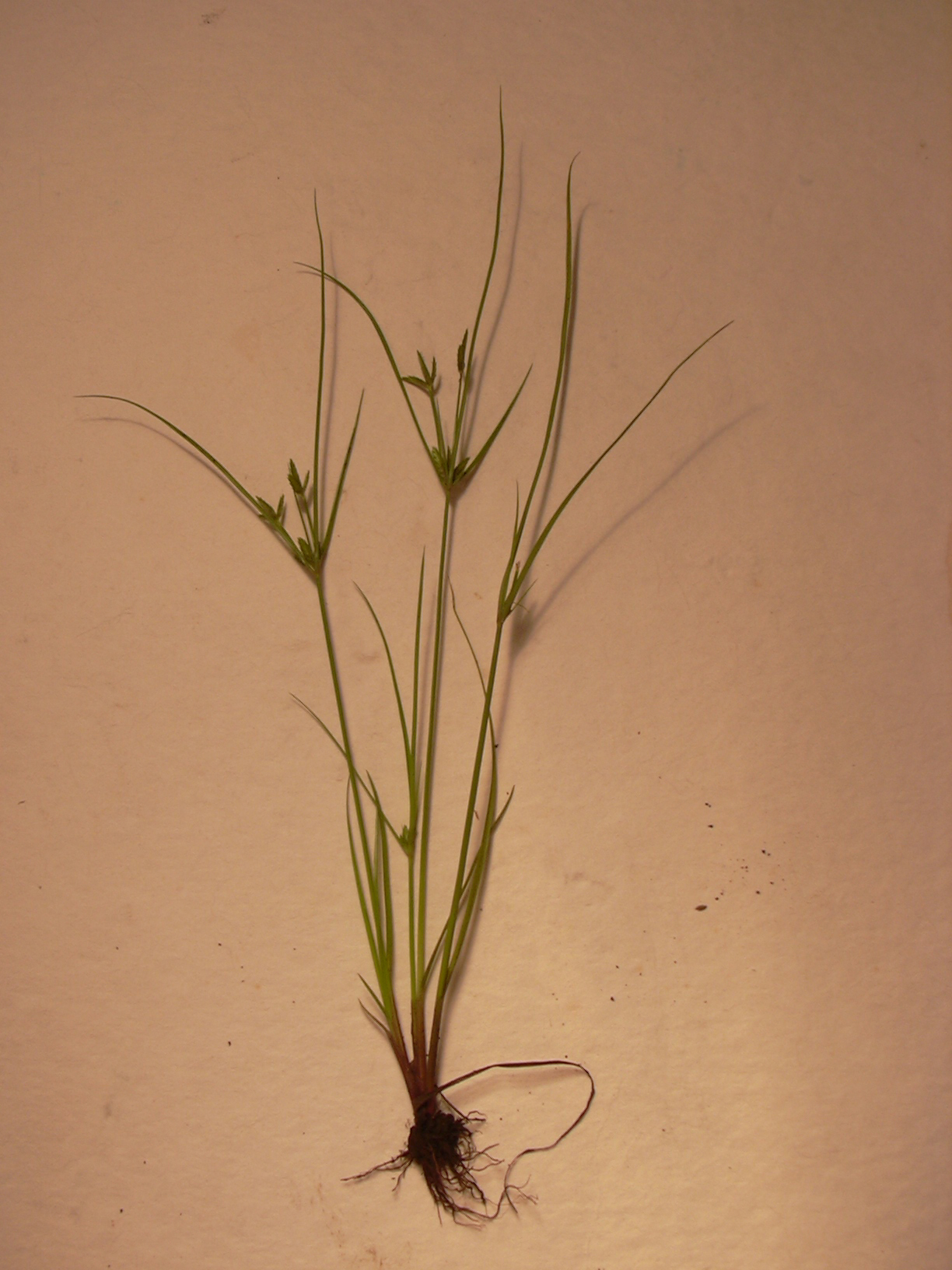
Habitus und Blütenstand von Cyperus compressus

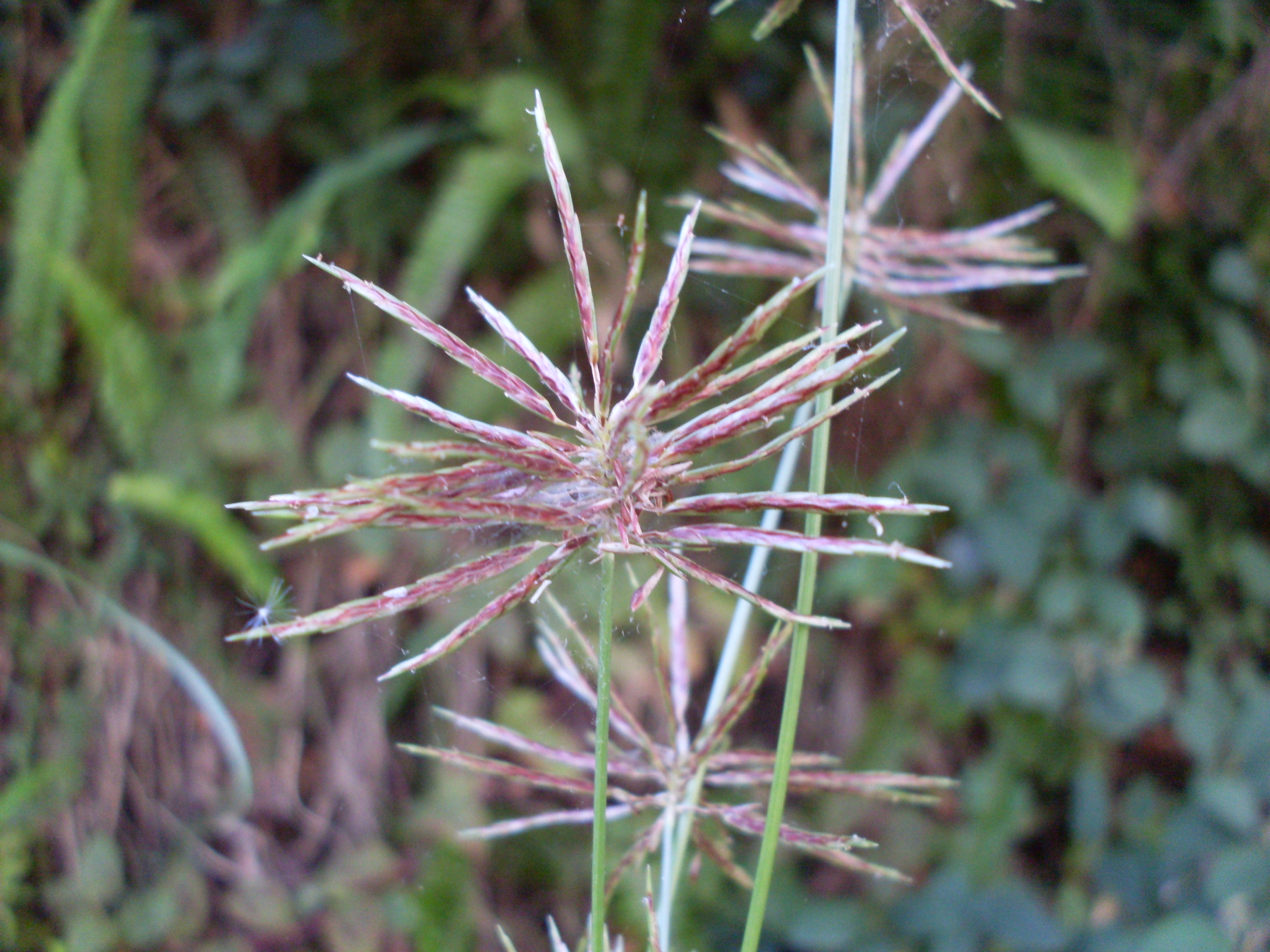
Blütenstand von Cyperus congestus

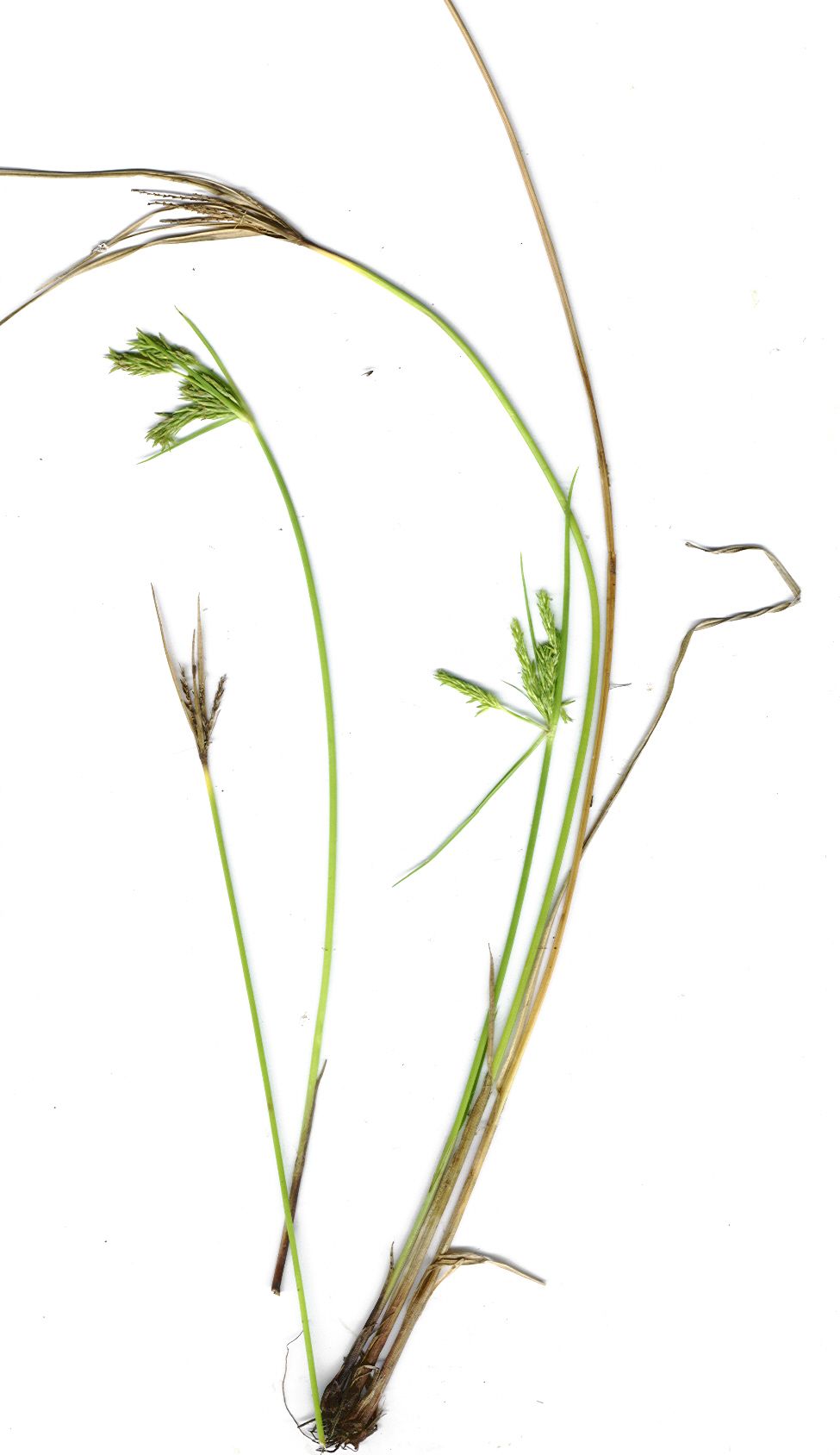
Habitus und Blütenstände von Cyperus cyperinus

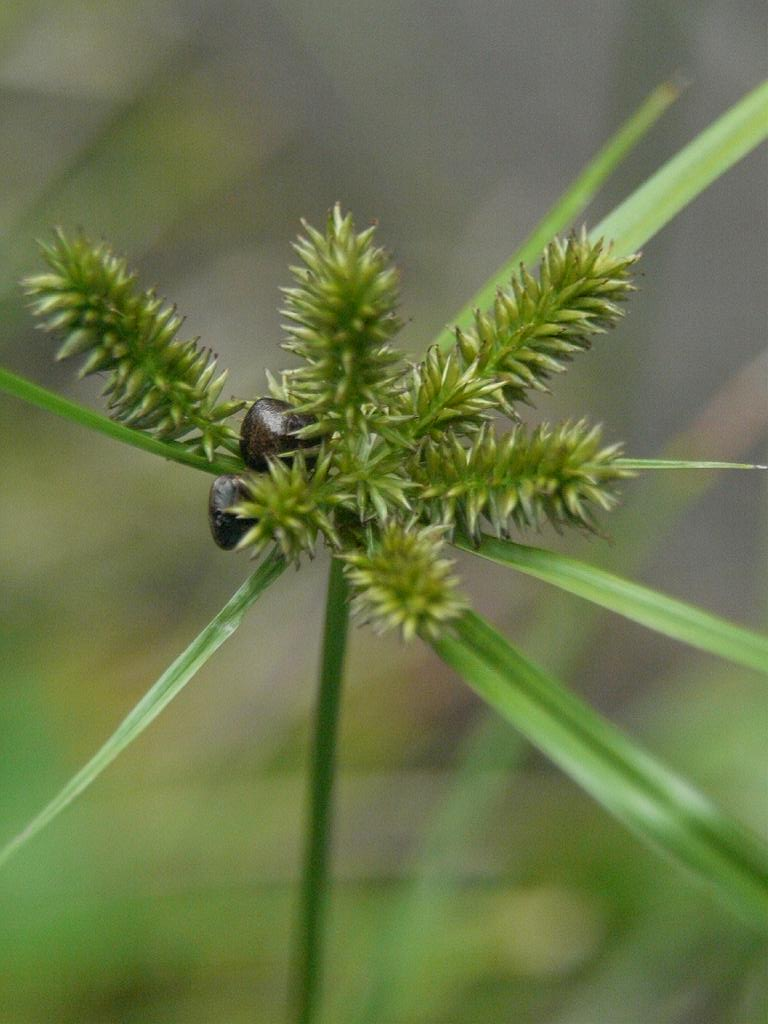
Blütenstand von Cyperus cyperoides

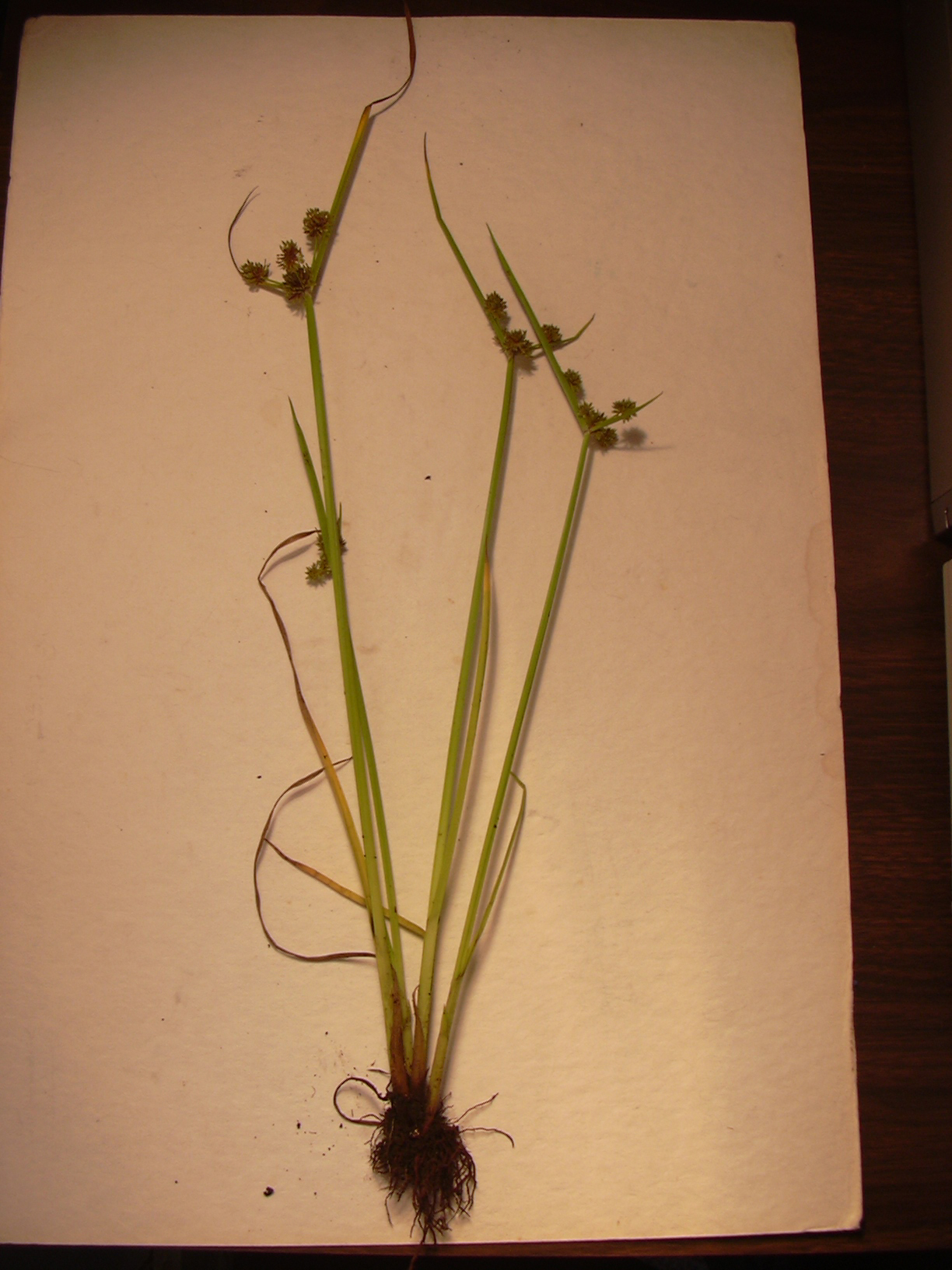
Habitus und Blütenstand von Cyperus difformis

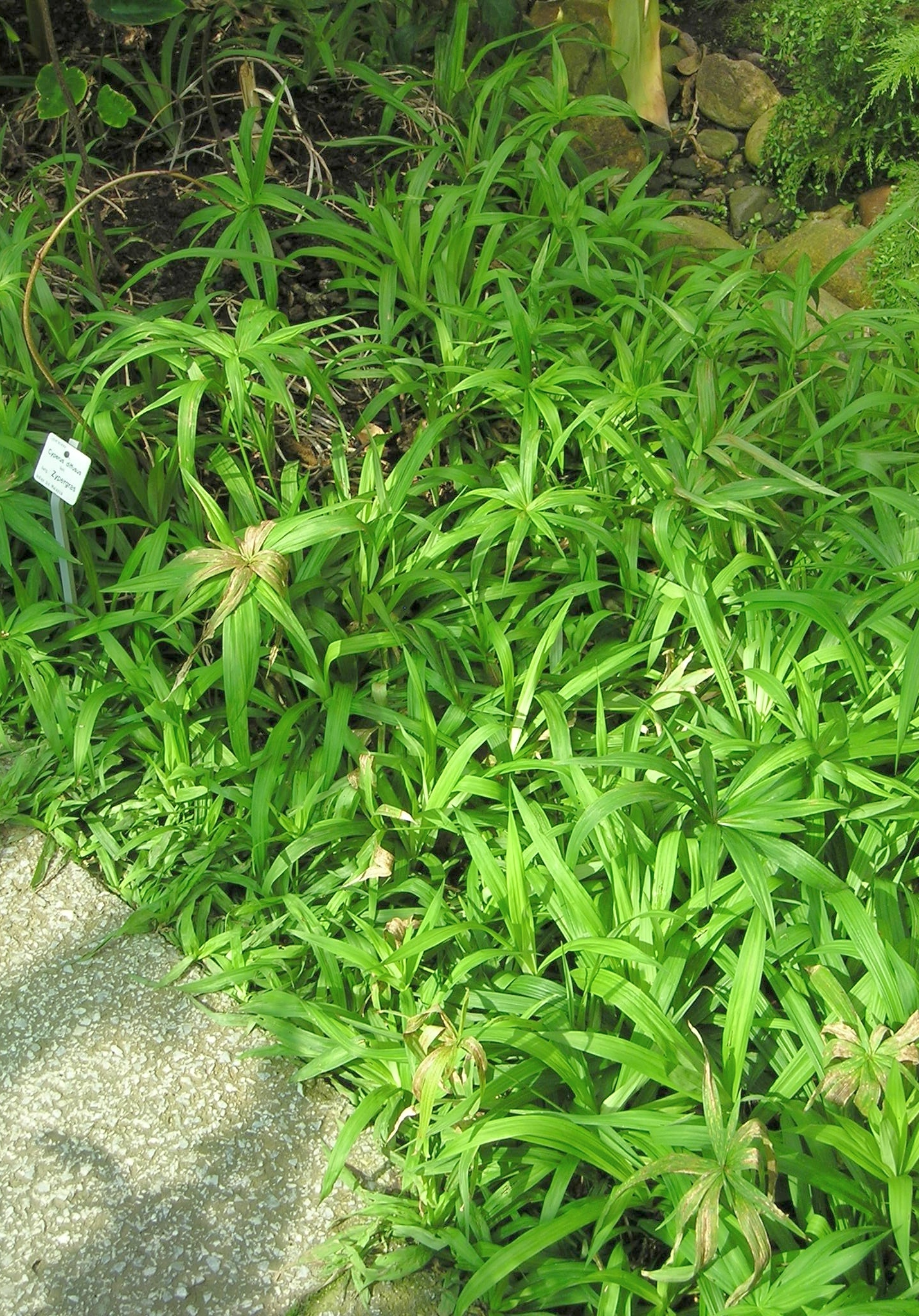
Habitus von Cyperus diffusus

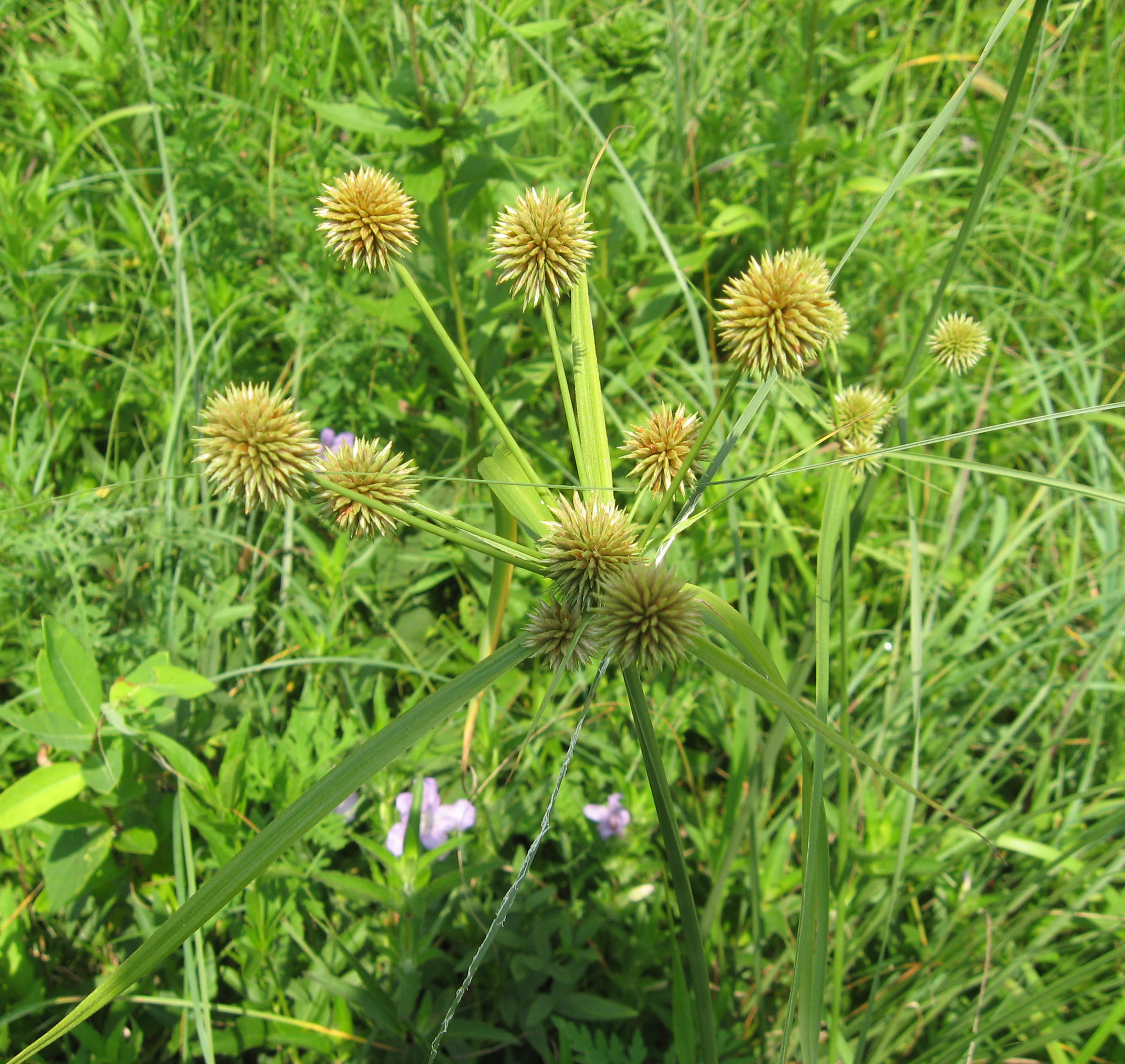
Blütenstand von Cyperus echinatus

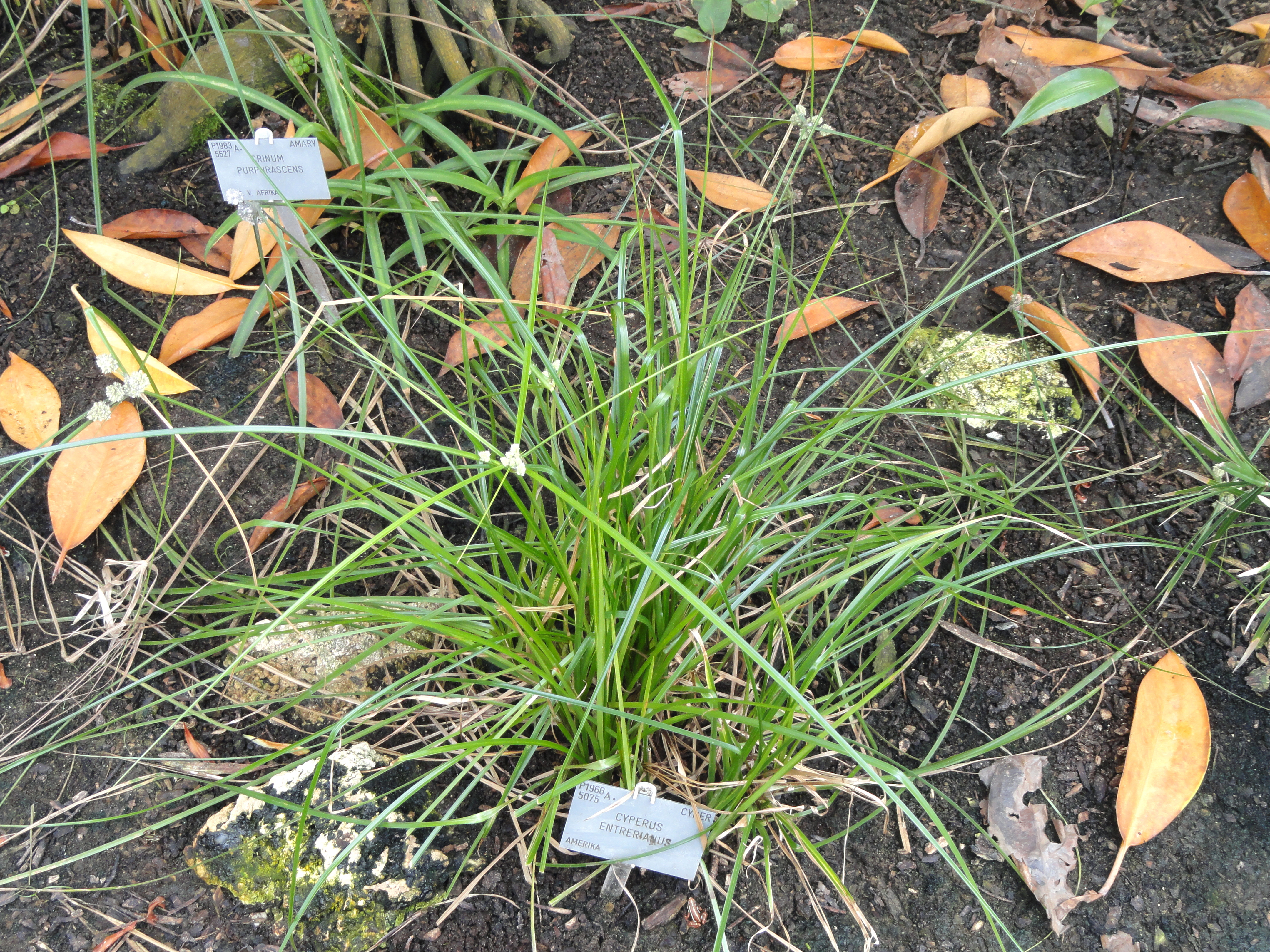
Habitus und Blütenstand von Cyperus entrerianus

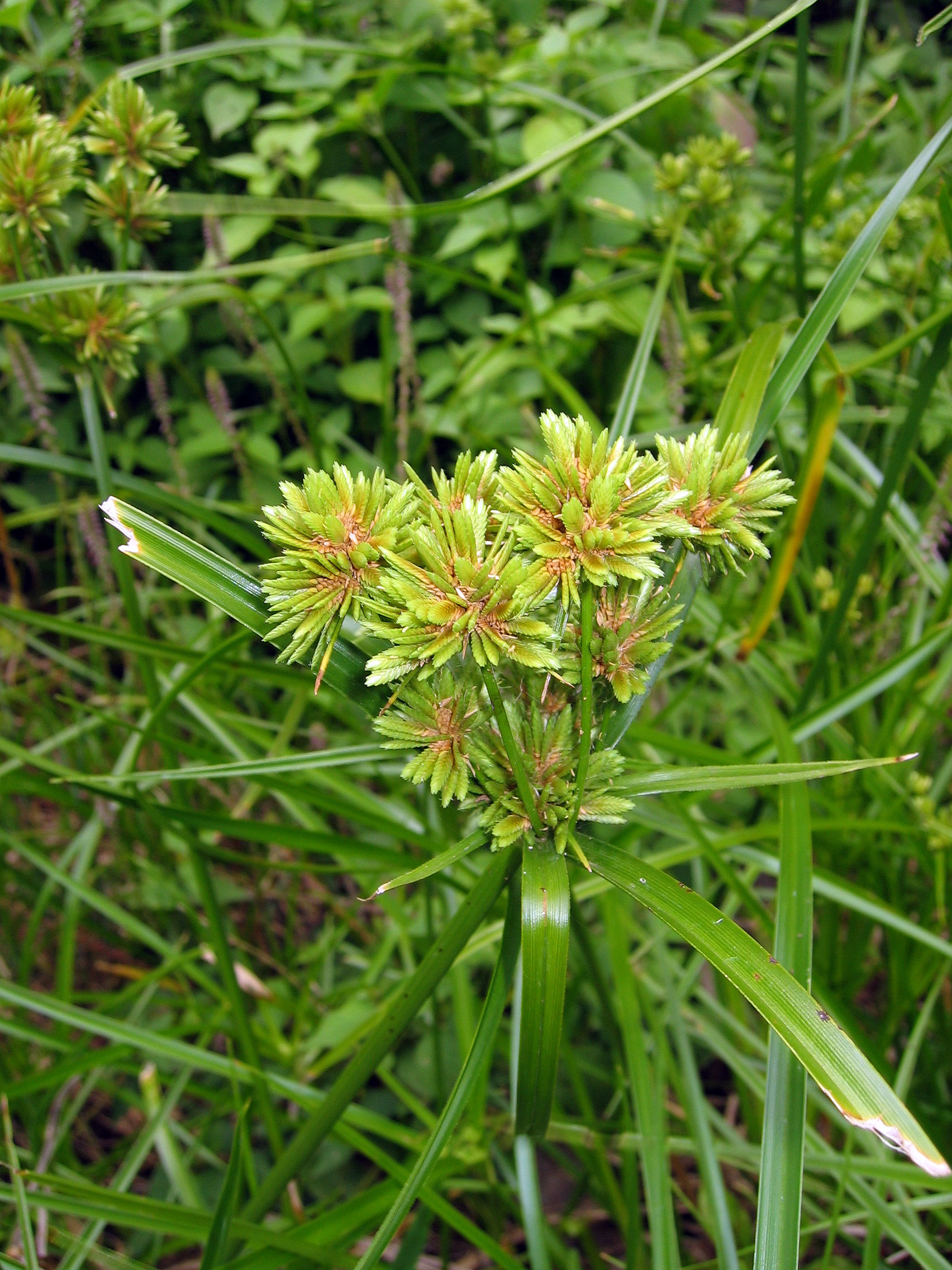
Blütenstand des Frischgrünen Zypergrases (Cyperus eragrostis)

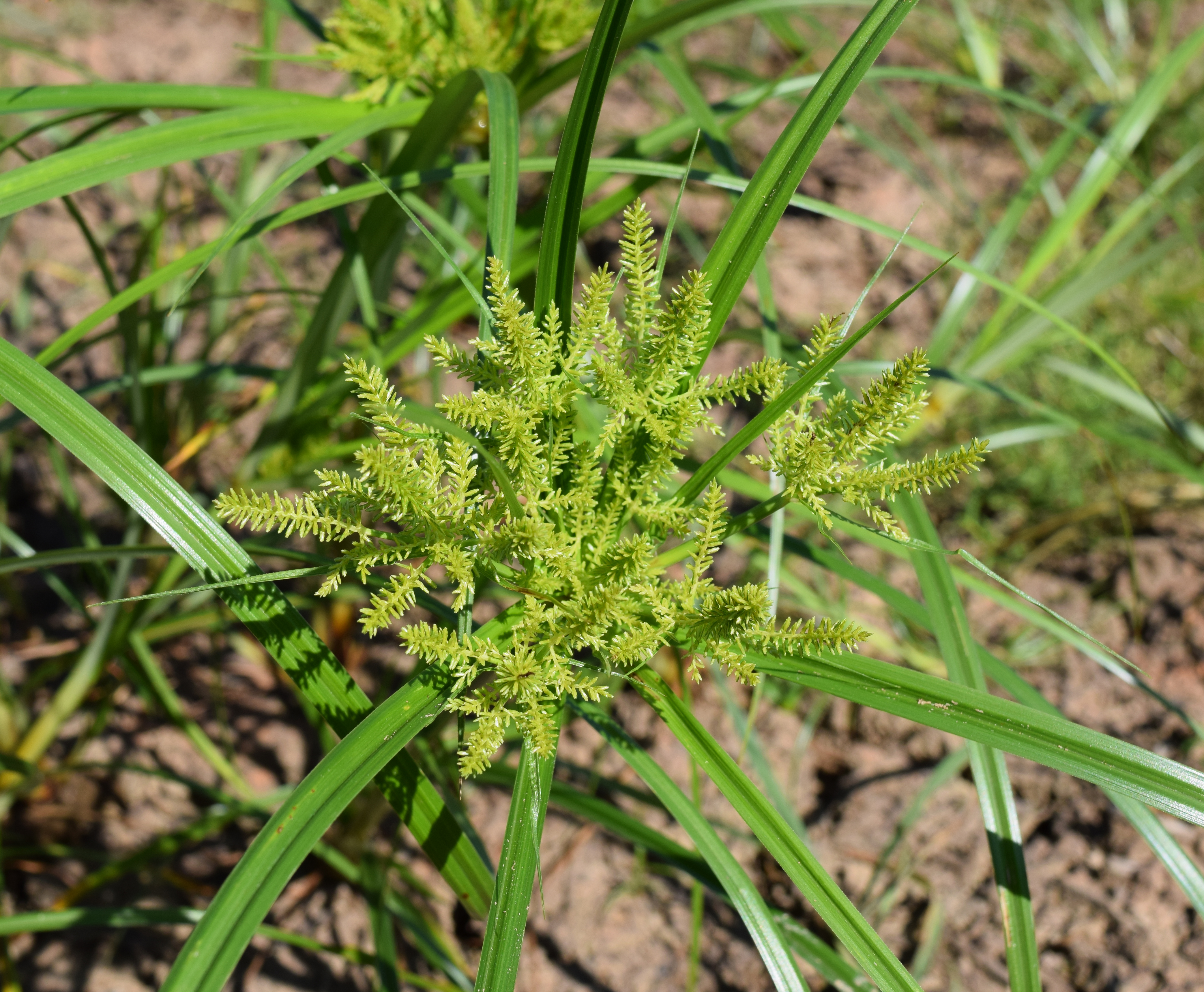
Blütenstand von Cyperus erythrorhizos

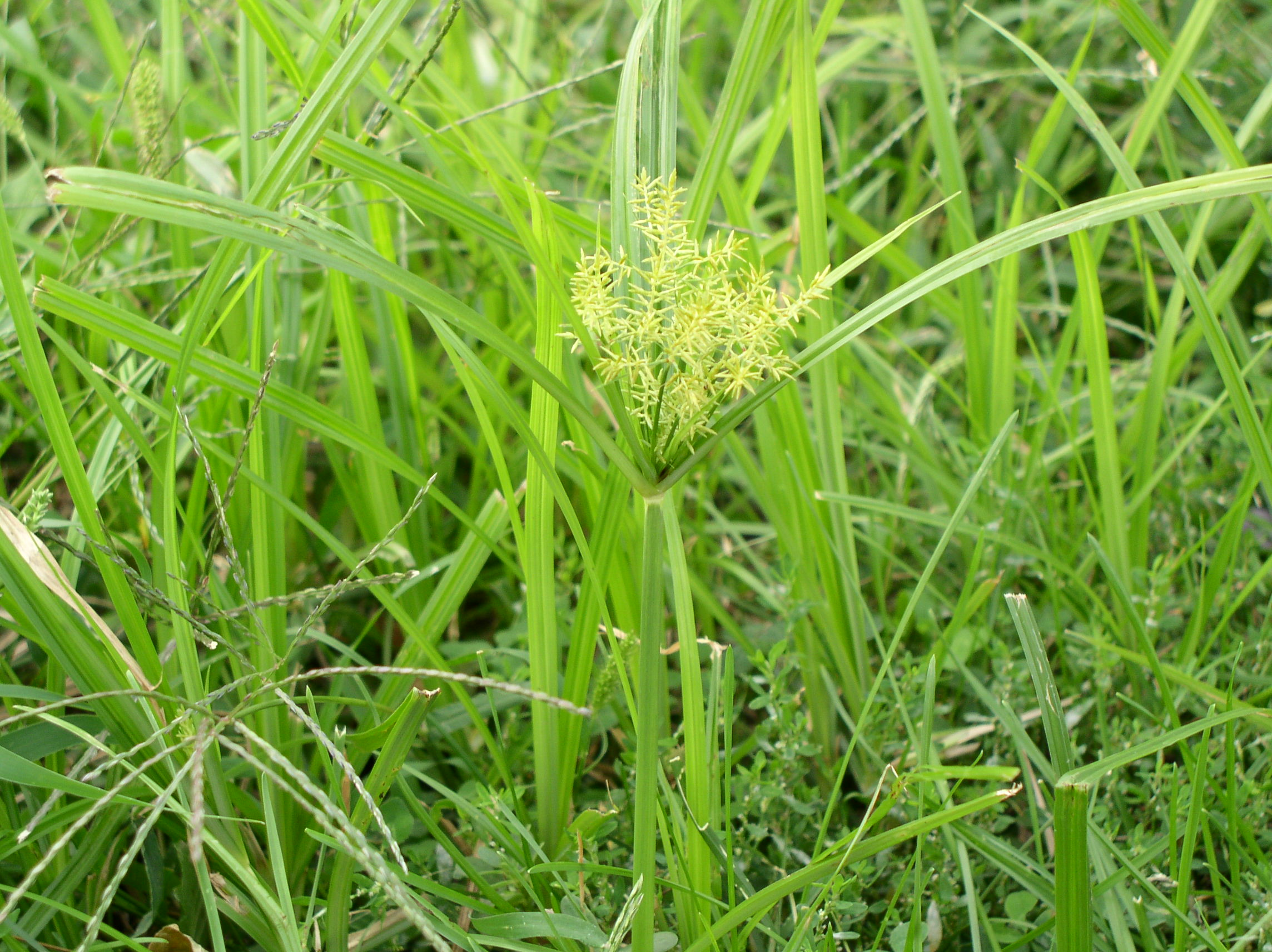
Blütenstand der Erdmandel (Cyperus esculentus)

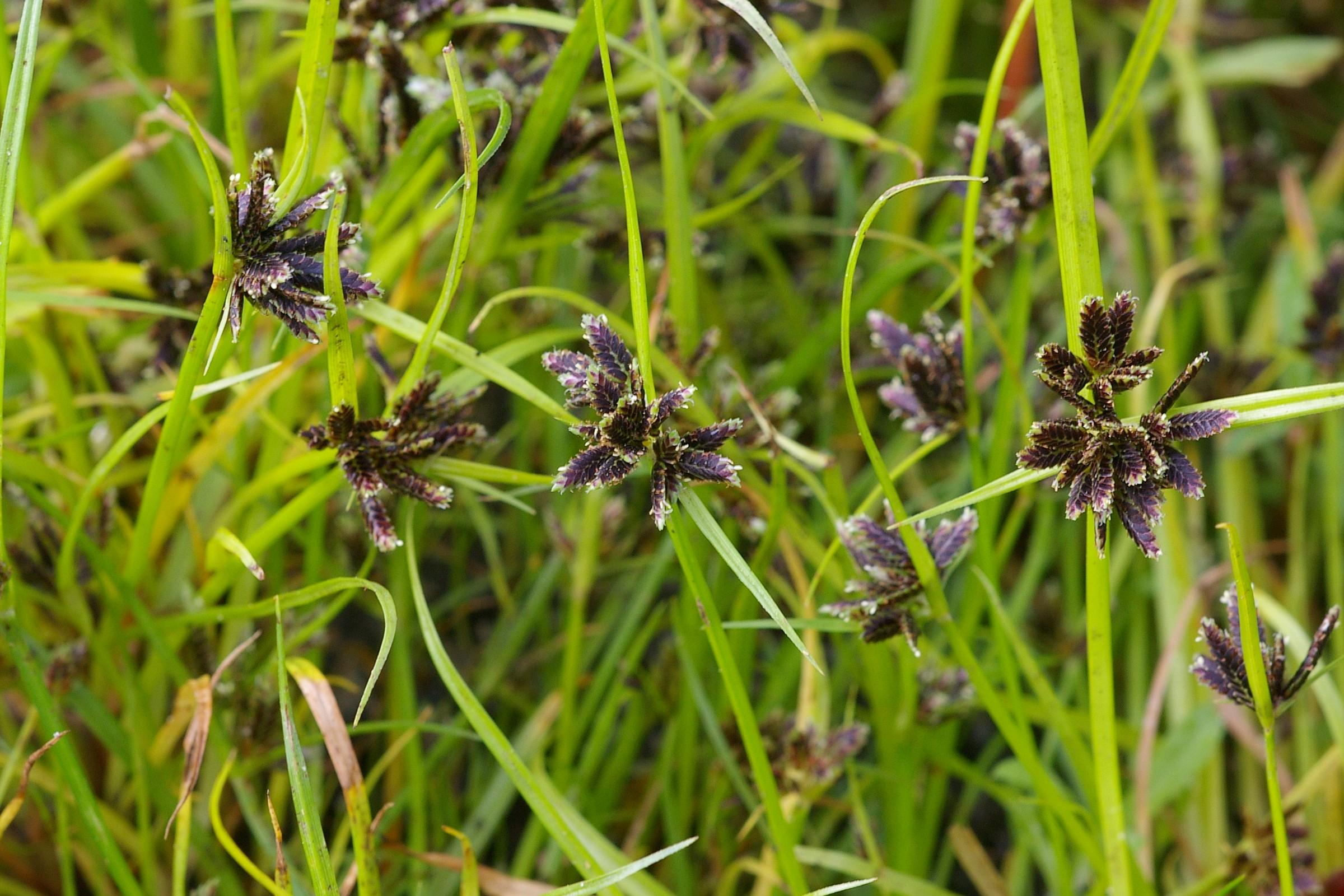
Blütenstände des Braunen Zypergrases (Cyperus fuscus)

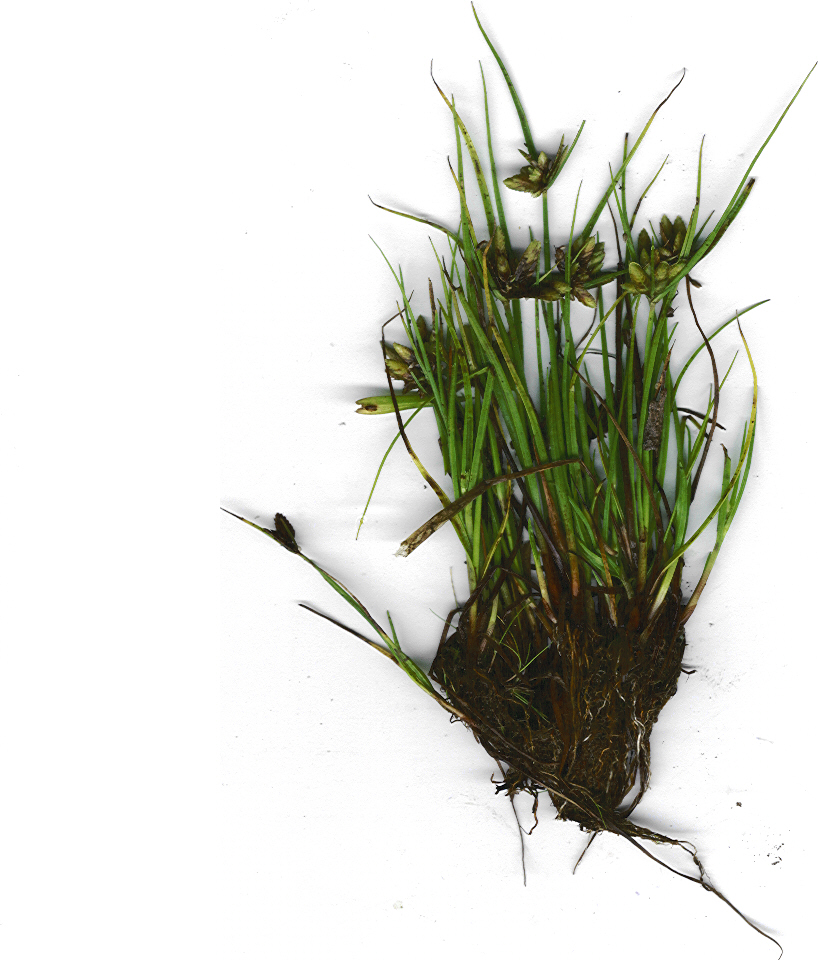
Habitus und Blütenstände von Cyperus gracilis

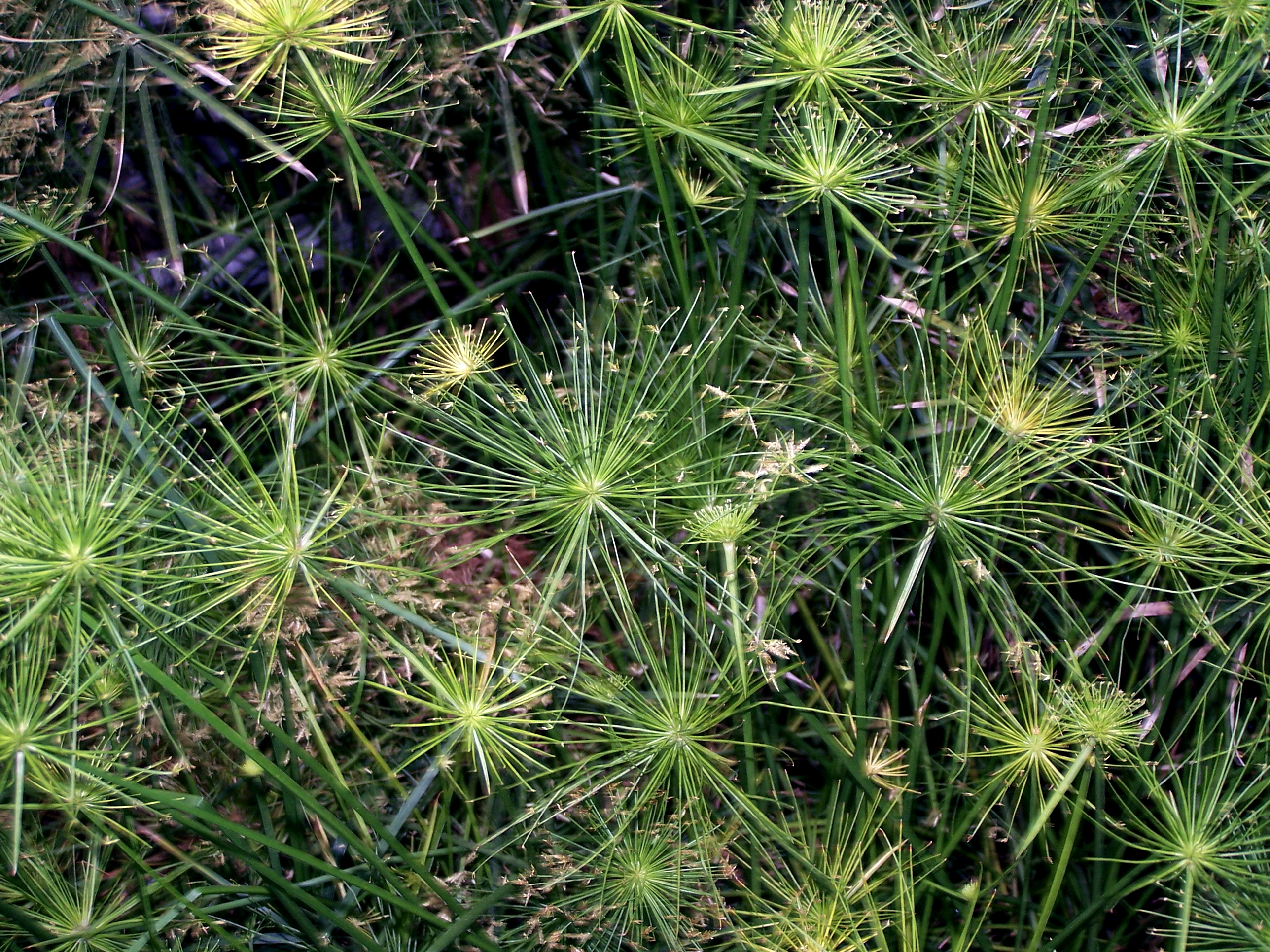
Blütenstände von Cyperus haspan

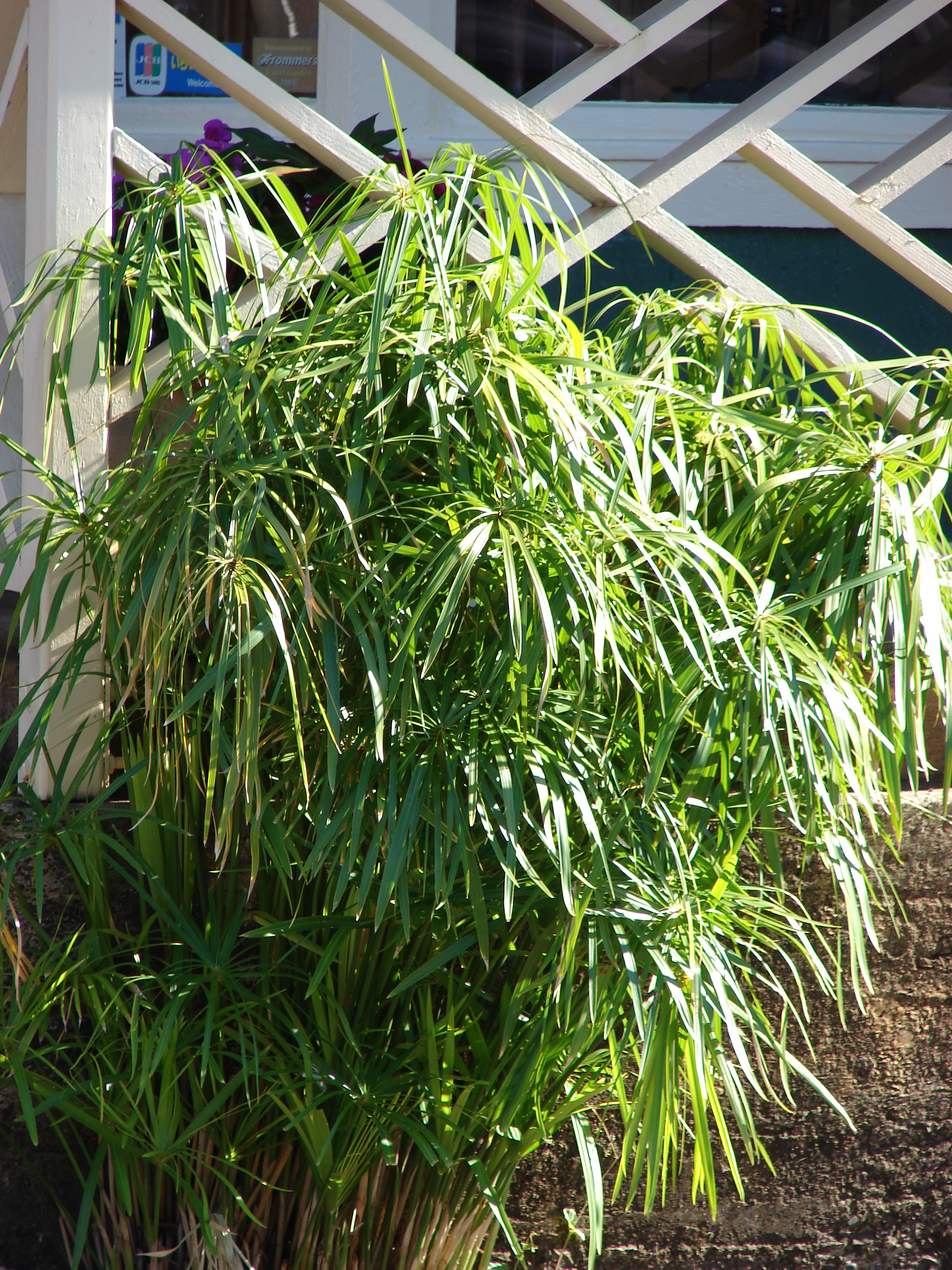
Habitus und Blütenstände von Cyperus involucratus, sie wird als Zierpflanze verwendet

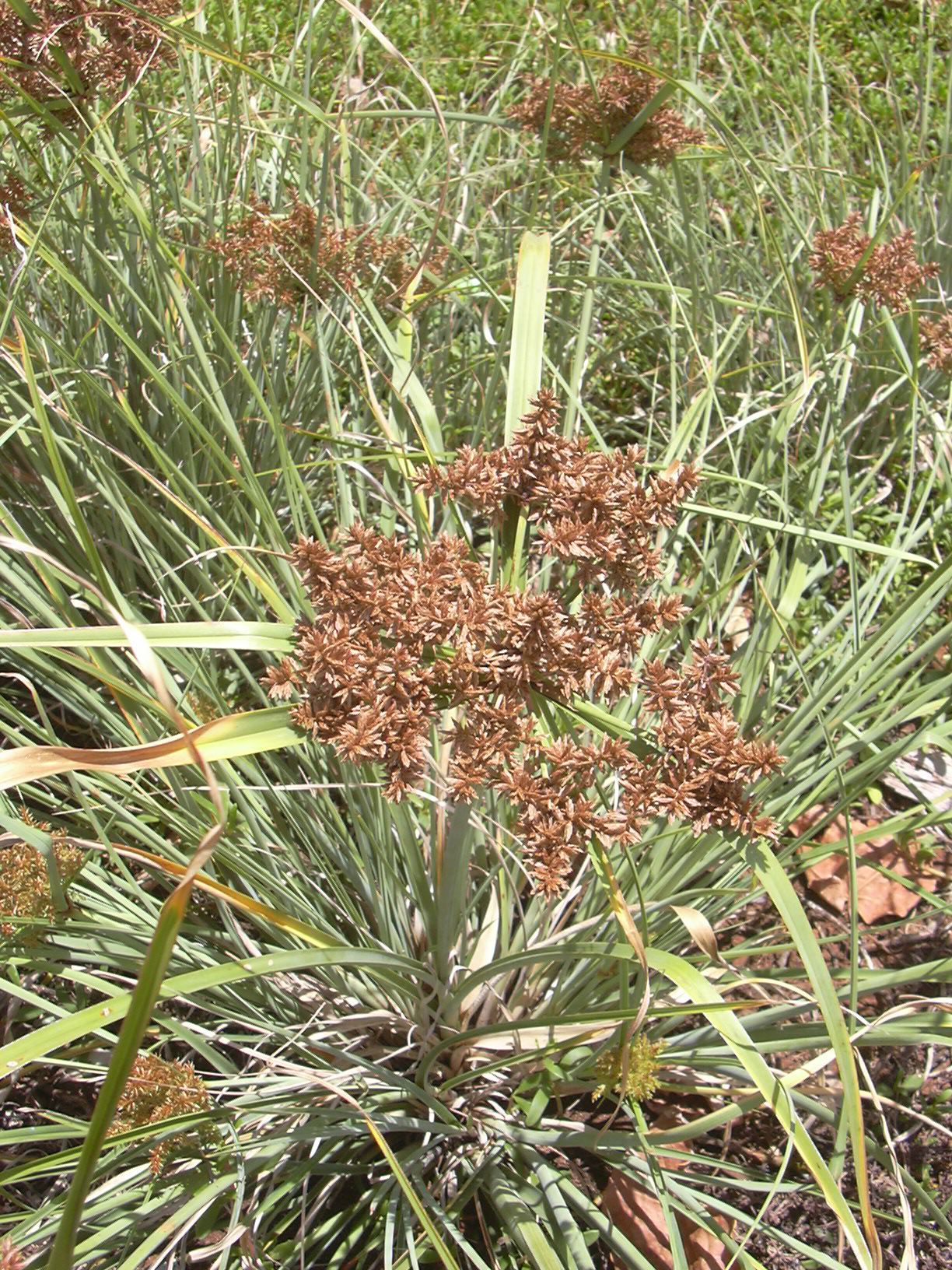
Habitus und Blütenstände von Cyperus javanicus

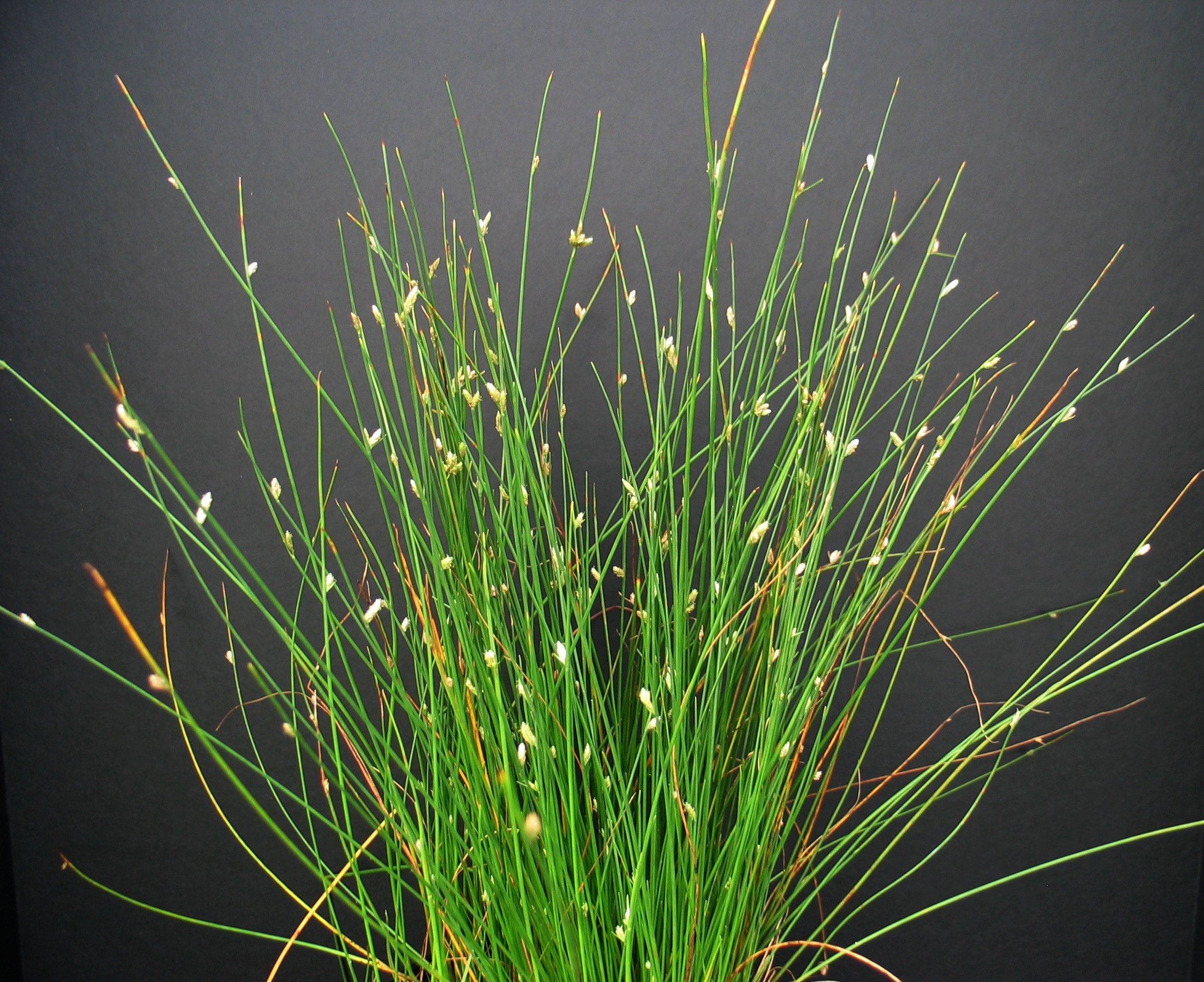
Habitus und Blütenstände von Cyperus laevigatus

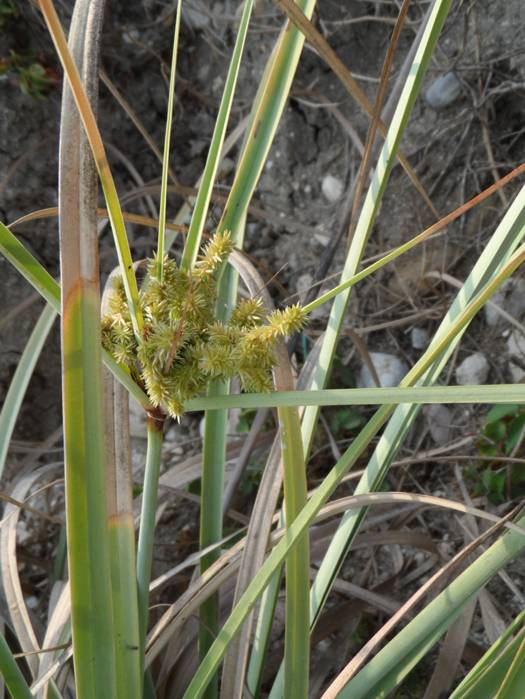
Blütenstand von Cyperus ligularis

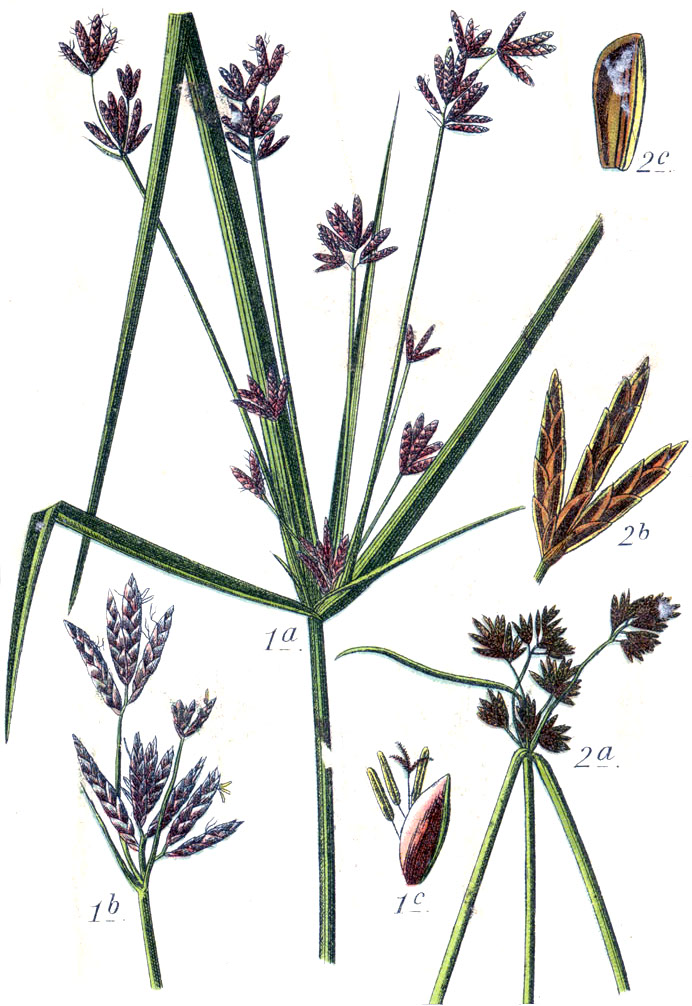
Illustration aus Johann Georg Sturm: Deutschlands Flora in Abbildungen, 1796:
„1. Langes Cypergras, Cyperus longus
2. Kastanienbraunes Cypergras, C. badius“ - Heute sind es die beiden Unterarten
1. Cyperus longus L. subsp. longus
2. Cyperus longus subsp. badius (Desf.) Bonnier & Layens

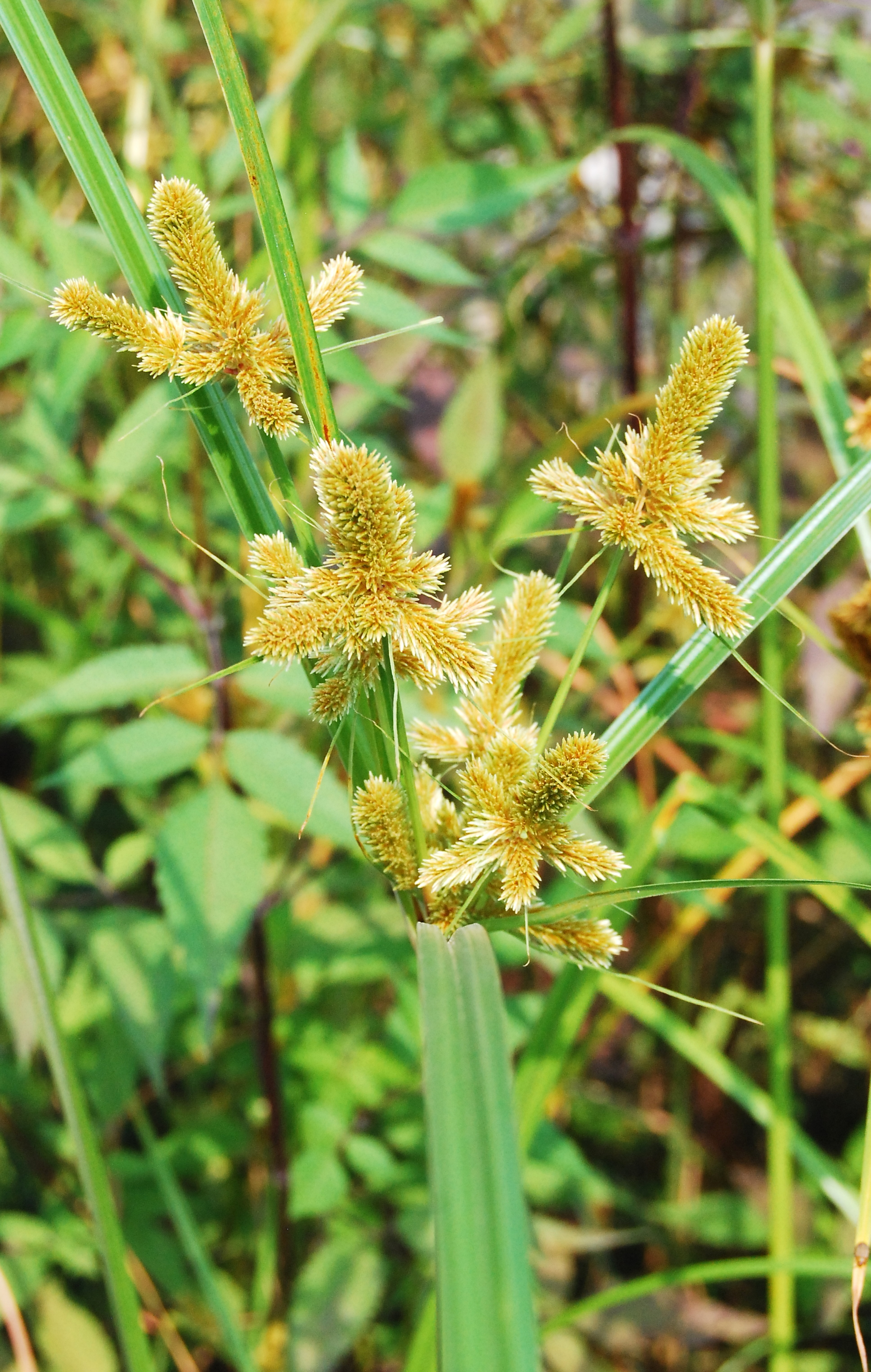
Blütenstand von Cyperus malaccensis

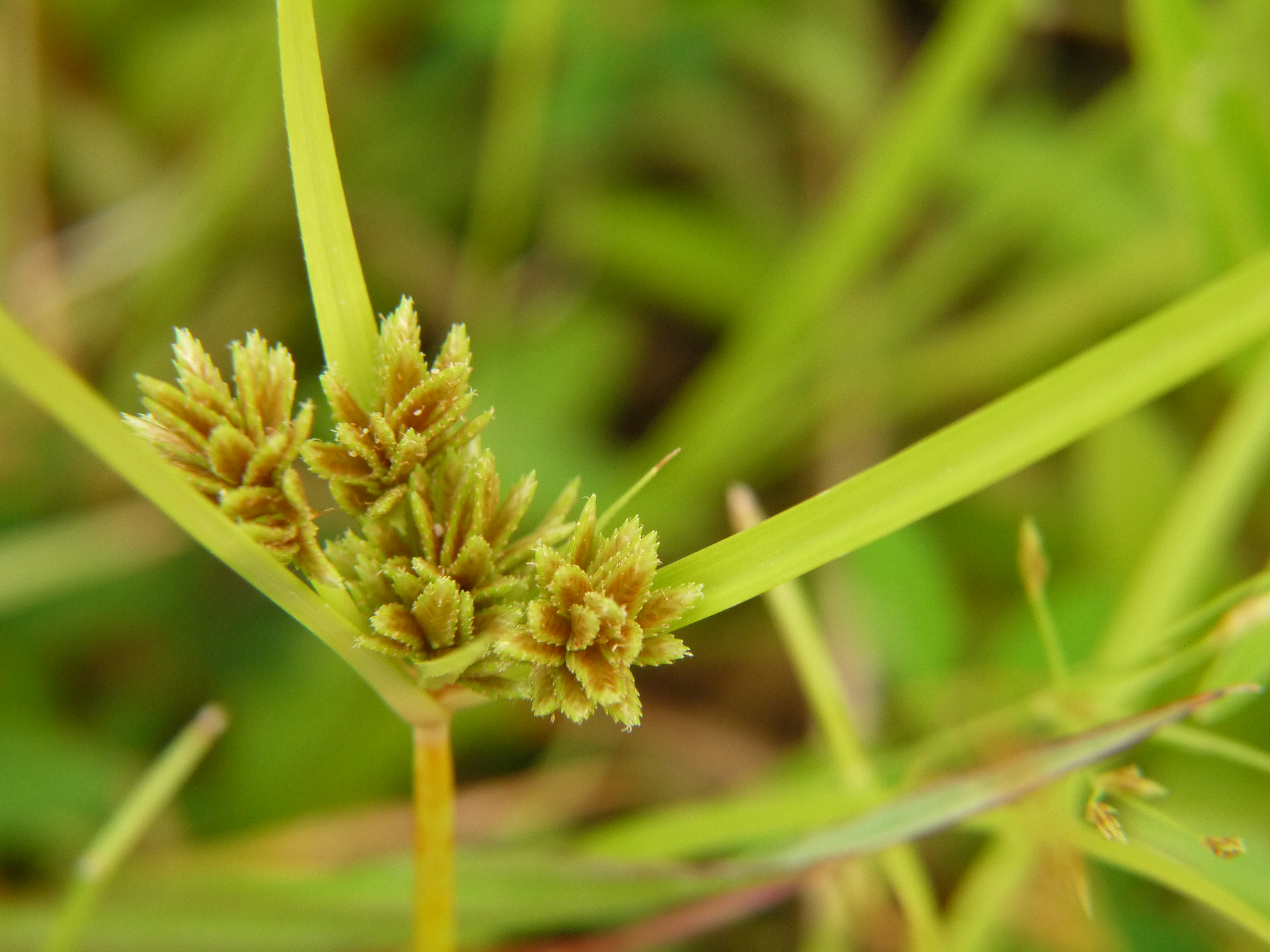
Blütenstand von Cyperus nipponicus

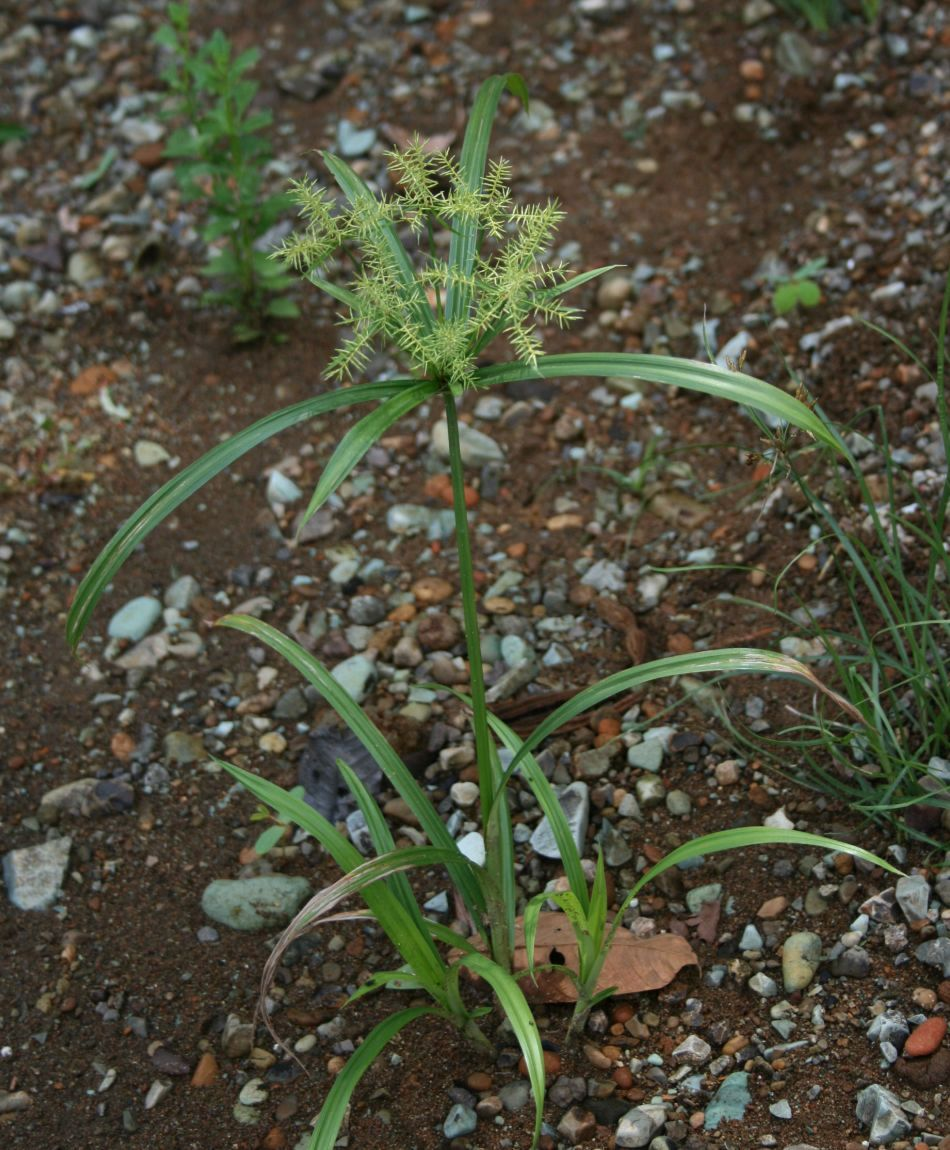
Habitus und Blütenstand von Cyperus odoratus

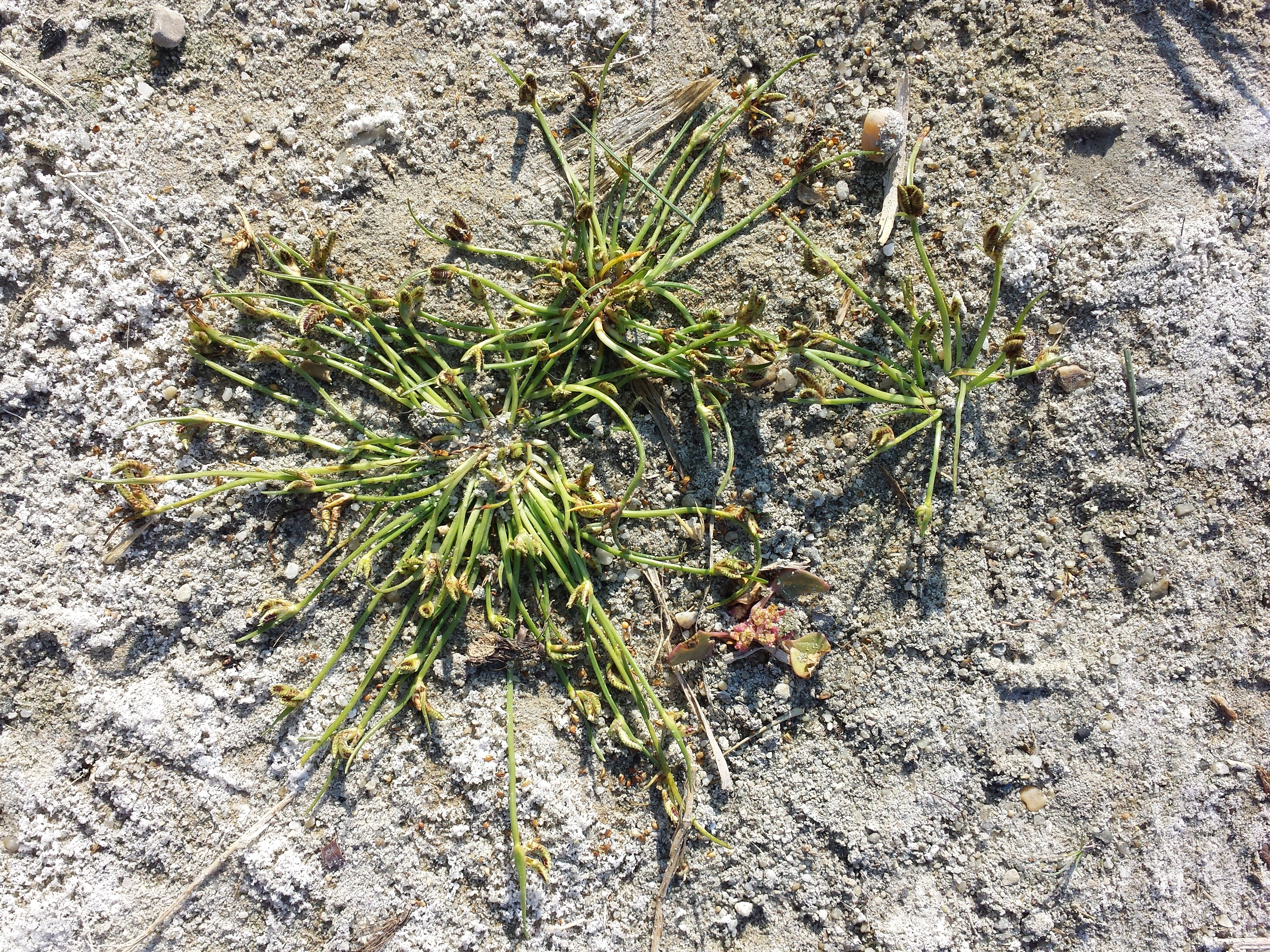
Pannonisches Zypergras (Cyperus pannonicus)

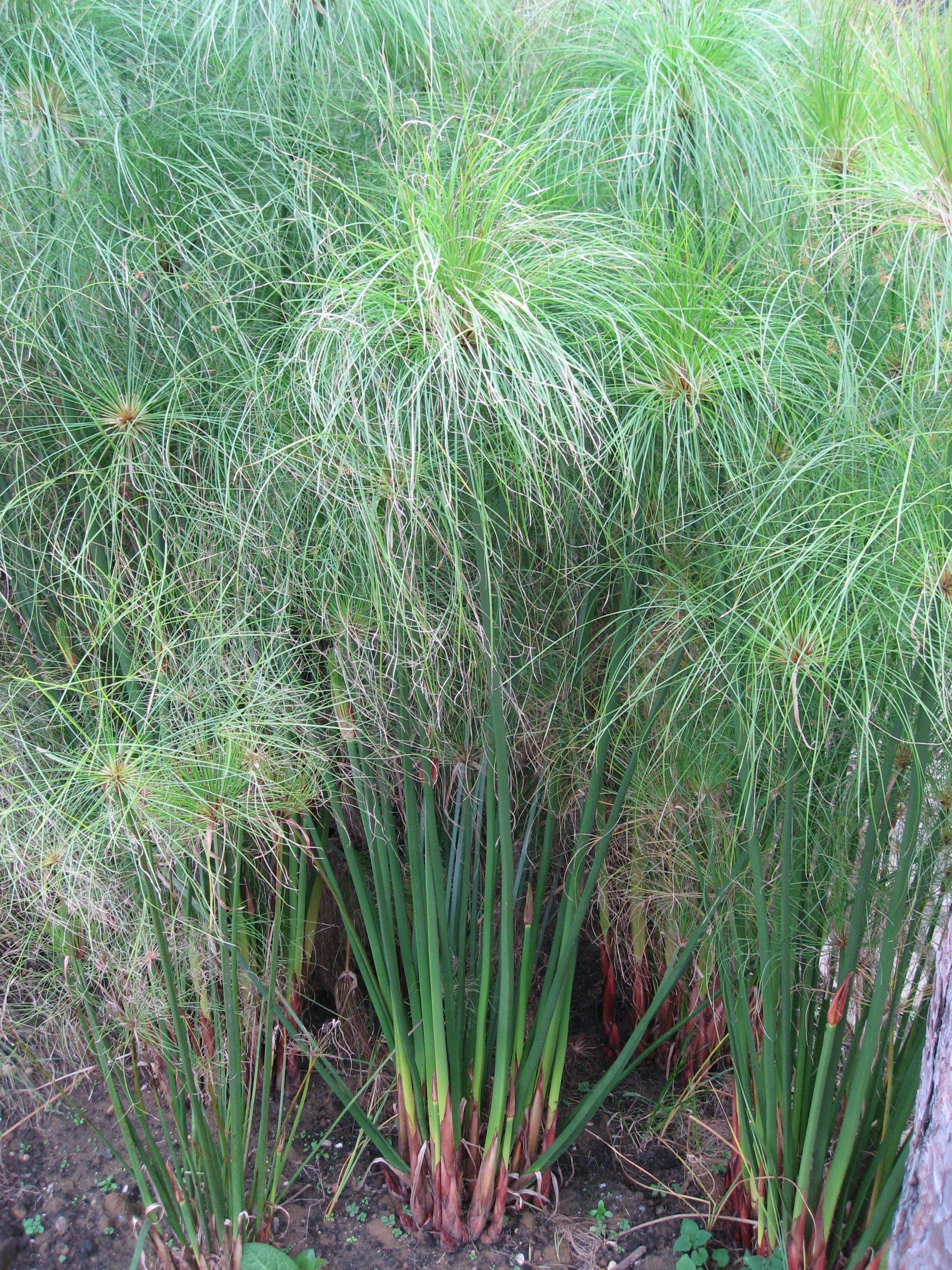
Habitus und Blütenstände des Echten Papyrus (Cyperus papyrus)

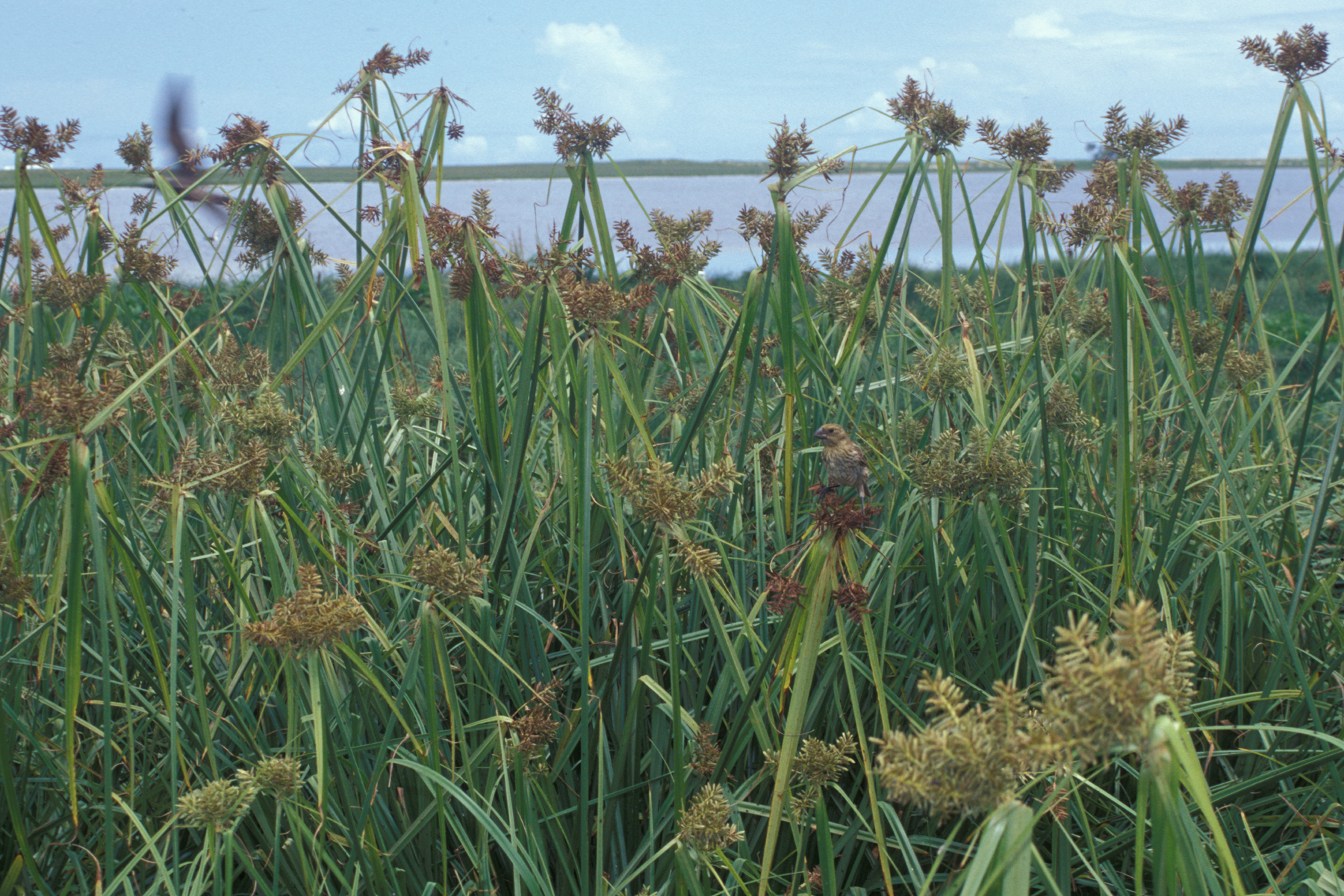
Habitus und Blütenstände von Cyperus pennatiformis var. bryanii

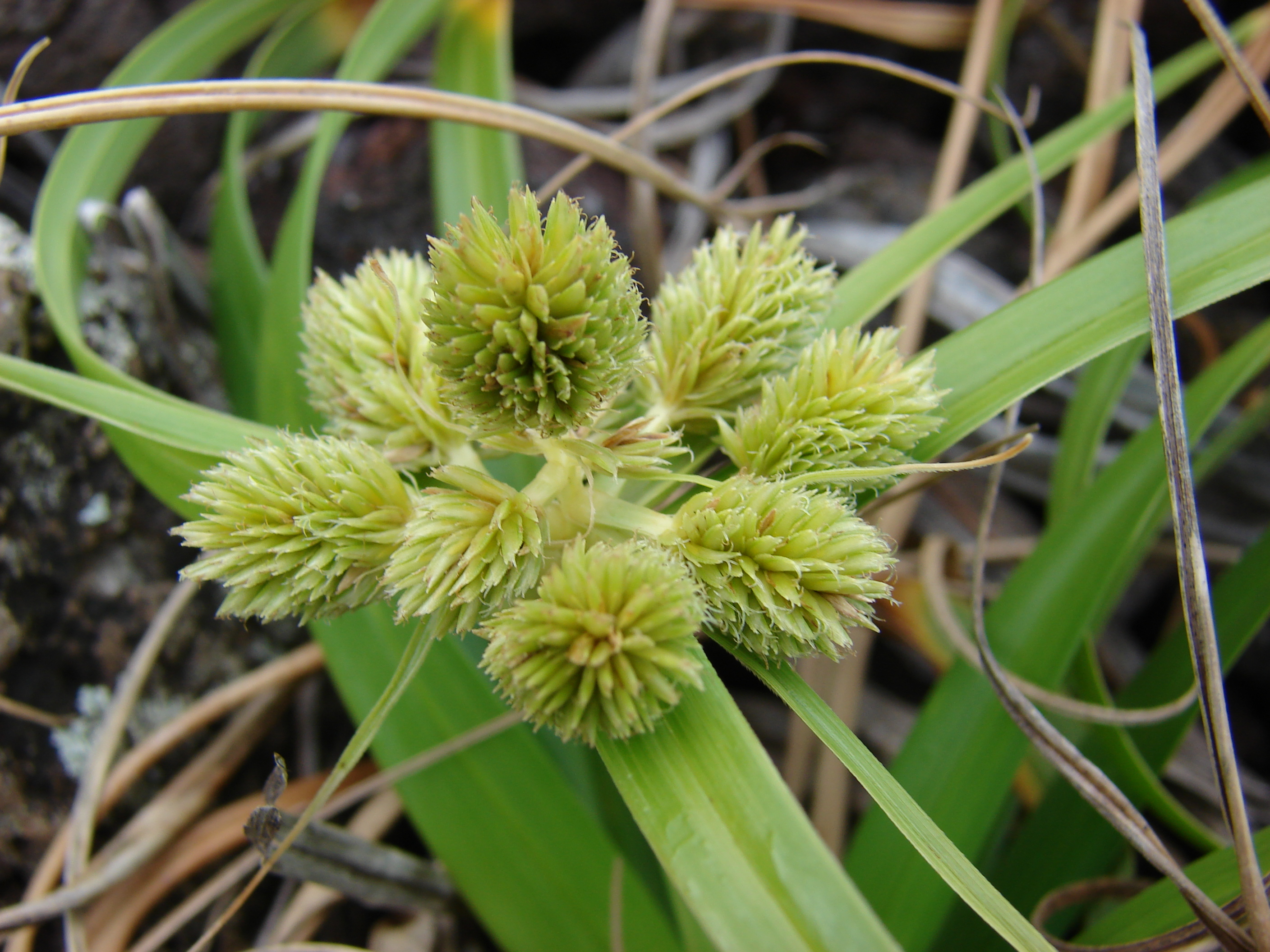
Blütenstand von Cyperus phleoides

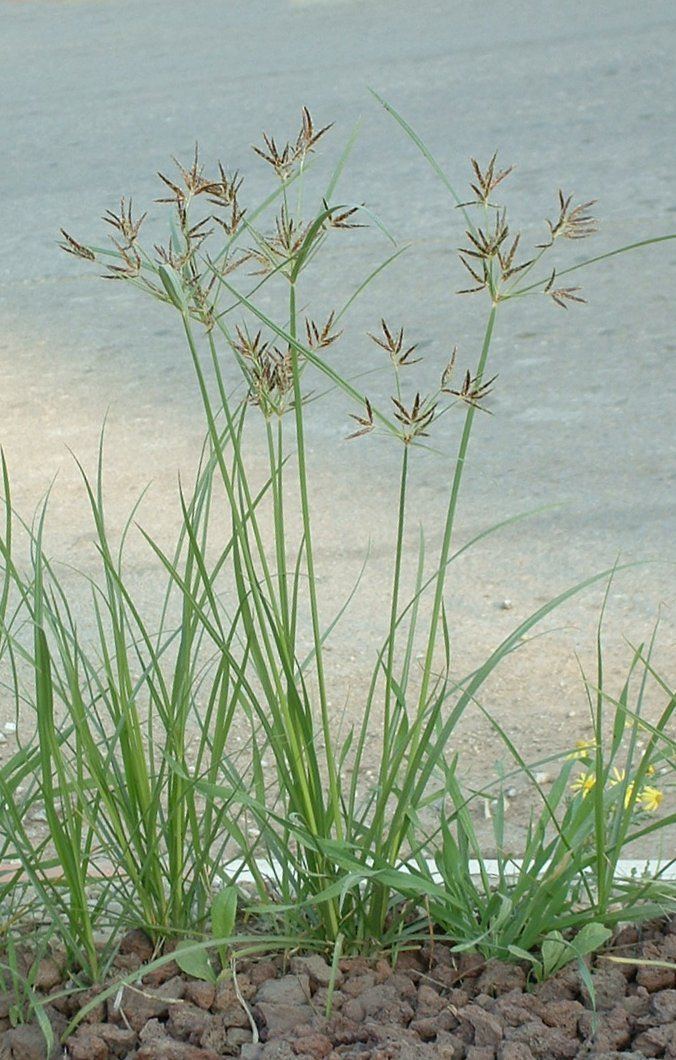
Habitus und Blütenstände des Knolligen Zypergrases (Cyperus rotundus)

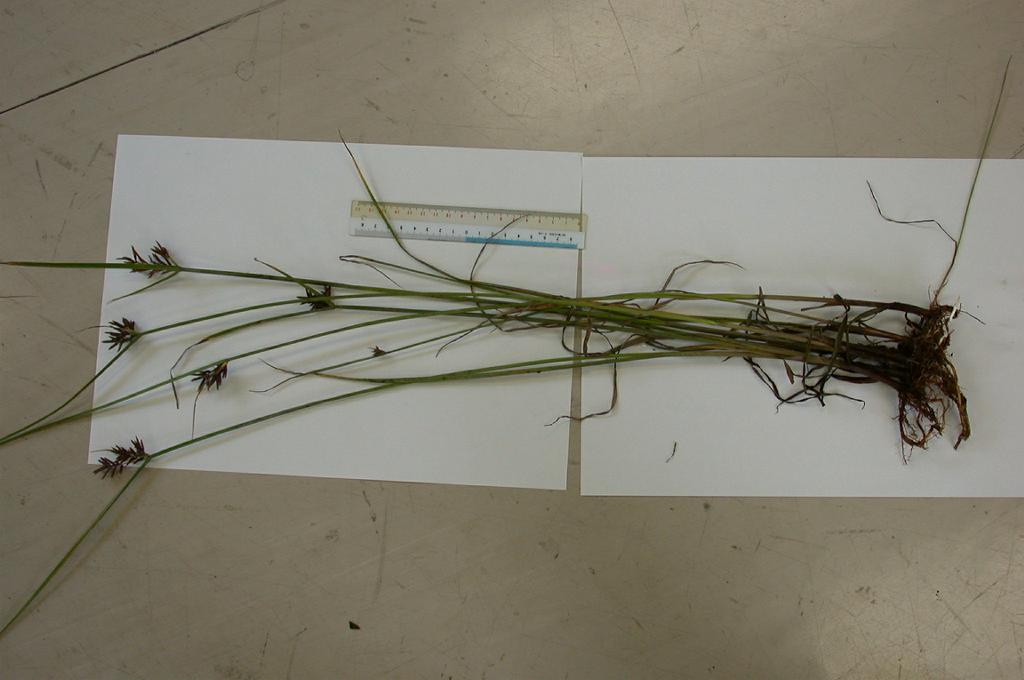
Spätblühendes Zypergras (Cyperus serotinus)

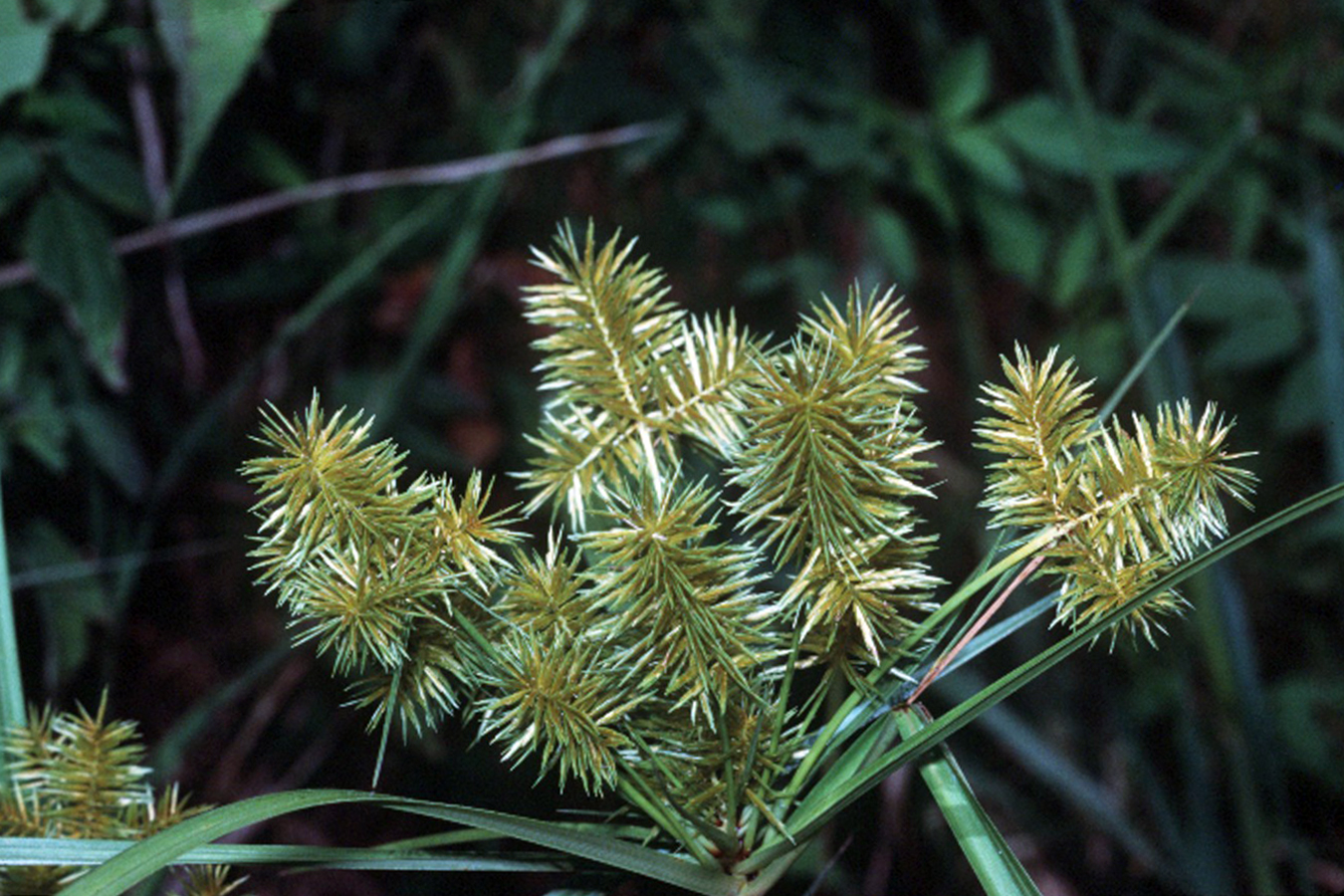
Blütenstand von Cyperus strigosus

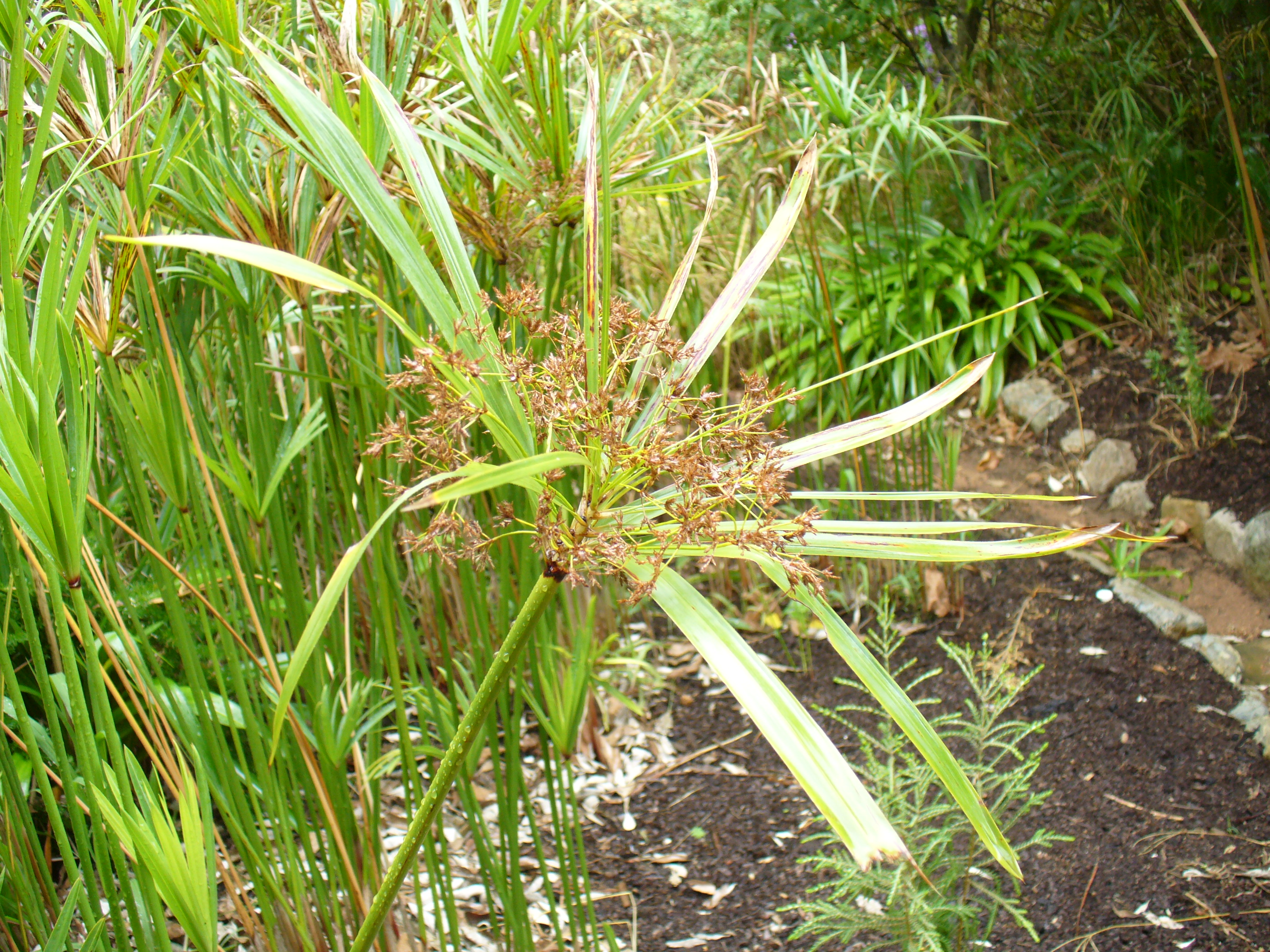
Habitus und Blütenstände von Cyperus textilis

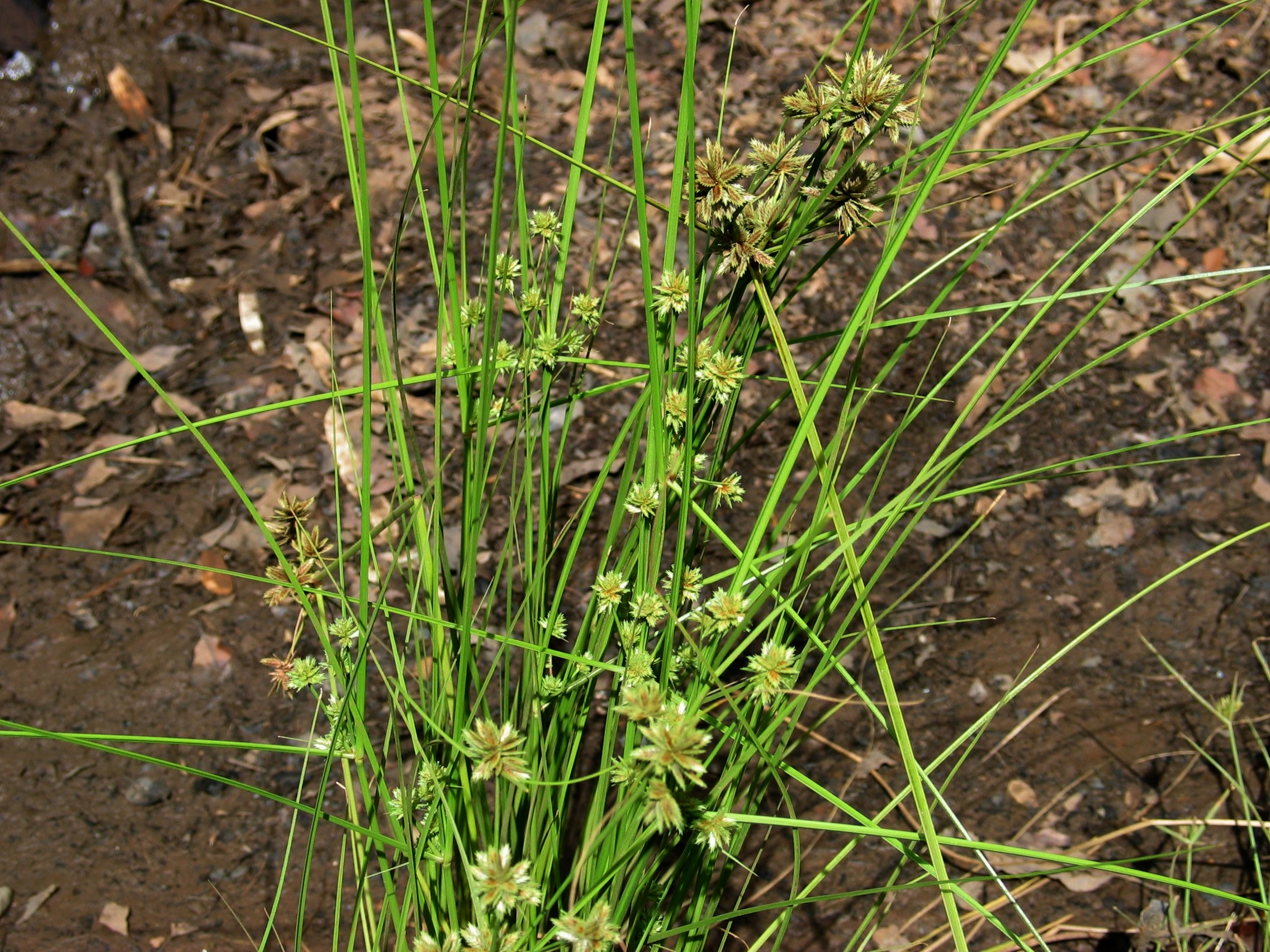
Habitus und Blütenstände von Cyperus trachysanthos

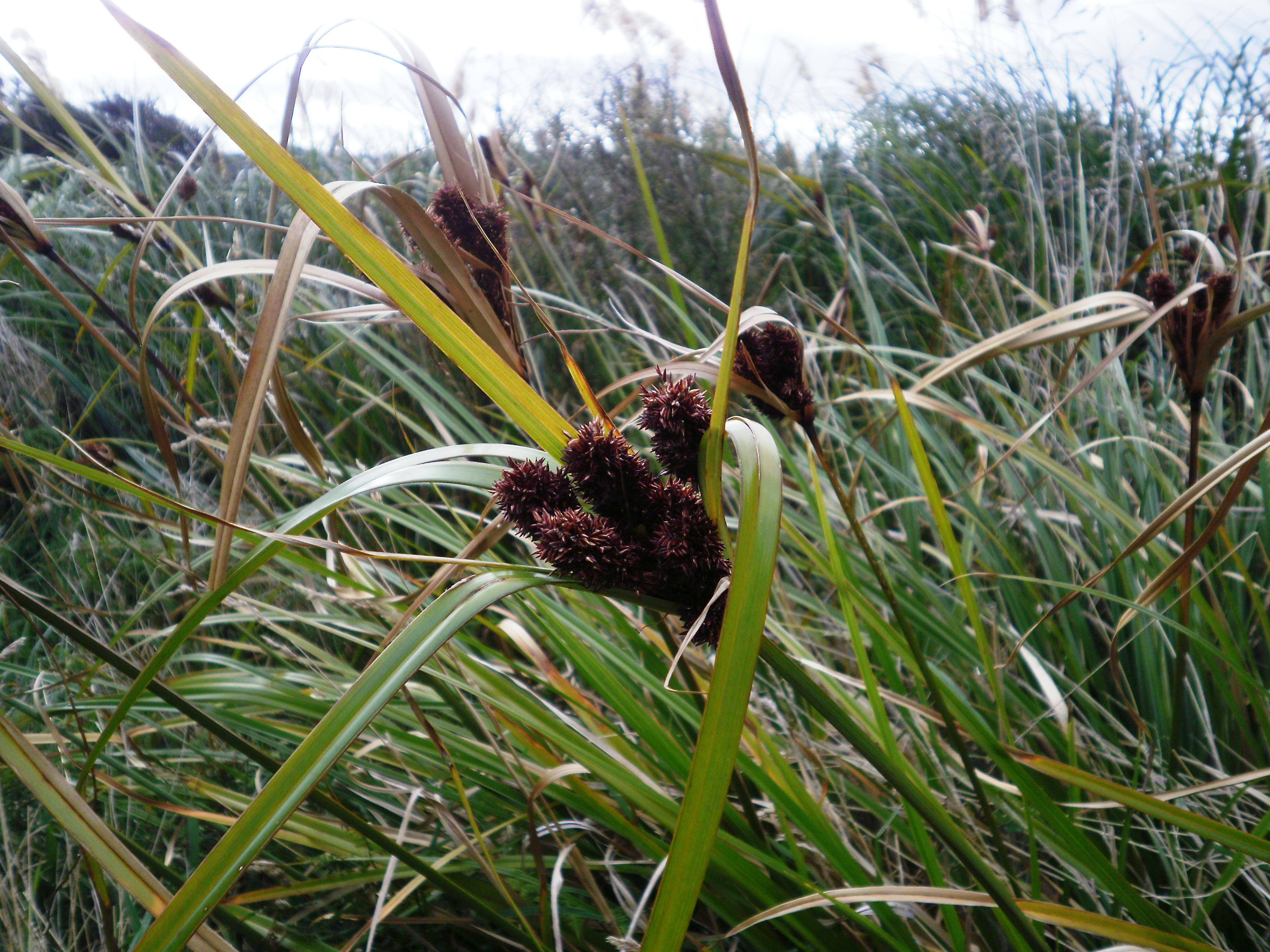
Blütenstand von Cyperus ustulatus

Die Gattung Cyperus s. l. enthält etwa 600 bis fast 1000 Arten: Seit 2010 sind einige weitere Arten erstbeschrieben worden, oder es erfolgten zahlreiche Neukombinationen 2014 bzw. 2016:
- Cyperus abietinus (Goetgh.) Bauters: Diese Neukombination erfolgte 2014.[7][16]
- Cyperus absconditicoronatus Bauters, Reynders & Goetgh.: Sie wurde 2010 aus Angola bis Sambia erstbeschrieben.[7]
- Cyperus acaulescens Reynders: Sie wurde 2014 vom Nyiki Plateau in Malawi erstbeschrieben.[7][16]
- Cyperus acholiensis Larridon: Sie wurde 2011 aus dem nördlichen Uganda erstbeschrieben.[7]
- Cyperus acuminatus Torr. & Hook.
- Cyperus acuticarinatus Kük.
- Cyperus acutiusculus Lag.
- Cyperus aethiops Welw. ex Ridl.
- Cyperus affinis Roem. & Schult.
- Cyperus africanus (S.S.Hooper) Reynders: Diese Neukombination erfolgte 2014.[7][16]
- Cyperus afro-occidentalis (Lye) Huygh: Diese Neukombination erfolgte 2014.[7][16]
- Cyperus afroalpinus Lye
- Cyperus afrodunensis Lye
- Cyperus afromontanus Lye
- Cyperus afrovaricus Lye
- Cyperus aggregatus (Willd.) Endl.
- Cyperus ajax C.B.Clarke
- Cyperus alaticaulis R.Booth, D.J.Moore & Hodgon
- Cyperus albescens (Steud.) Larridon & Govaerts: Diese Neukombination erfolgte 2016.[7]
- Cyperus albopilosus (C.B.Clarke) Kük.
- Cyperus albopurpureus Cherm.
- Cyperus albosanguineus Kük.
- Cyperus albostriatus Schrad.
- Cyperus albus J.Presl & C.Presl
- Cyperus algeriensis Väre & Kukkonen
- Cyperus almensis D.A.Simpson
- Cyperus alopecuroides Rottb.
- Cyperus alterniflorus R.Br.
- Cyperus alternifolius L. (Syn.: Cyperus onustus Steud., Cyperus frondosus Salisb. nom. superfl., Eucyperus alternifolius (L.) Rikli, Cyperus onustus Steud., Cyperus alternifolius var. gracilis Pynaert): Diese Art wurde lange falsch benannt. Die weitverbreitete Art, die auch als Zierpflanze verwendet wird, ist aber Cyperus involucratus Rottb.[1][2][7] (oder Cyperus imbricatus Retz.[11]). Cyperus alternifolius kommt nur in Madagaskar und den Maskarenen vor.[11]
- Cyperus altochrysocephalus Lye
- Cyperus altomicroglumis Lye
- Cyperus altsonii Kük.
- Cyperus alulatus J.Kern
- Cyperus alvesii G.C.Tucker
- Cyperus amabilis Vahl
- Cyperus amauropus Steud.
- Cyperus amuricus Maxim.: Sie kommt in China, Japan, Korea und in Russlands fernem Osten vor.[2]
- Cyperus anderssonii Boeckeler
- Cyperus androhibensis D.A.Simpson
- Cyperus angolensis  Boeckeler
- Cyperus angustatus R.Br.
- Cyperus anisitsii Kük.
- Cyperus ankaizinensis Cherm.
- Cyperus ankaratrensis Cherm.
- Cyperus antillanus (Kük.) O’Neill
- Cyperus appendiculatus (Brongn.) Kunth
- Cyperus aquatilis R.Br.
- Cyperus arenarius Retz.
- Cyperus armstrongii Benth.
- Cyperus arsenei O’Neill & Ben.Ayers
- Cyperus articulatus L.
- Cyperus astartodes K.L.Wilson
- Cyperus aster (C.B.Clarke ex Cherm.) Kük.
- Cyperus aterrimus Hochst. ex Steud.
- Cyperus atkinsonii C.B.Clarke
- Cyperus atractocarpus Ridl.
- Cyperus aucheri Jaub. & Spach
- Cyperus aureoalatus Lye
- Cyperus aureobrunneus C.B.Clarke
- Cyperus auriculatus Nees & Meyen ex Kunth
- Cyperus aurifer Cherm.
- Cyperus austrochrysanthus Lye
- Cyperus babakan Steud.: Sie kommt im nordöstlichen Indien, in Laos, Vietnam, Thailand, Indonesien, Malaysia, China, auf den Philippinen und in Papua-Neuguinea vor.[2]
- Cyperus balfourii C.B.Clarke
- Cyperus baobab Lye
- Cyperus baoulensis Kük.
- Cyperus baronii C.B.Clarke
- Cyperus bellus Kunth
- Cyperus benadirensis Chiov.
- Cyperus bernieri Cherm.
- Cyperus berroi (C.B.Clarke) Barros
- Cyperus betafensis Cherm.
- Cyperus betchei (Kük.) S.T.Blake
- Cyperus beyrichii (Schrad. ex Nees) Steud.
- Cyperus bifolius Lye
- Cyperus blakeanus K.L.Wilson
- Cyperus blysmoides Hochst. ex C.B.Clarke
- Cyperus boreobellus Lye
- Cyperus boreochrysocephalus Lye
- Cyperus boreohemisphaericus Lye
- Cyperus bowmanii F.Muell. ex Benth.
- Cyperus breedlovei G.C.Tucker
- Cyperus breviculmis R.Br.
- Cyperus brumadoi D.A.Simpson
- Cyperus brunneofibrosus Lye
- Cyperus brunnescens Boeckeler
- Cyperus bulamensis Steud.
- Cyperus bulbosus Vahl
- Cyperus burkartii Guagl.
- Cyperus caesius Boeckeler
- Cyperus calderoniae S.González
- Cyperus camphoratus Liebm.
- Cyperus cancrorum Cherm.
- Cyperus canus J.Presl & C.Presl
- Cyperus capensis (Steud.) Endl.
- Dünen-Zypergras (Cyperus capitatus Vand., Syn.: Cyperus aegyptiacus Gloxin, Cyperus schoenoides Griseb. nom. illeg., Cyperus mucronatus (L.) Mabille nom. illeg., Cyperus macrorrhizus Nees ex Boiss. nom. illeg., Cyperus kalli (Forssk.) Murb., Cyperus maritimus (Lam.) P.Silva nom. illeg.)
- Cyperus carinatus R.Br.
- Cyperus castaneobellus Lye
- Cyperus castaneus Willd.: Sie kommt in Bhutan, Indien, Indonesien, Malaysia, Myanmar, Nepal, Sri Lanka, Thailand, Vietnam, China, im südlichen Afrika und im nördlichen Australien vor.[2]
- Cyperus cearaensis Gross ex Kük.
- Cyperus celans Kukkonen
- Cyperus cellulosoreticulatus Boeckeler
- Cyperus centralis K.L.Wilson
- Cyperus cephalanthus Torr. & Hook.
- Cyperus cephalotes Vahl: Sie kommt in Indien, Indonesien, Myanmar, Papua-Neuguinea, Sri Lanka, Thailand, Vietnam, China, im nordöstlichen Australien und auf Inseln im Indischen Ozean vor.[2]
- Cyperus chaetophyllus (Chiov.) Kük.
- Cyperus chalaranthus J.Presl & C.Presl
- Cyperus chamaecephalus Cherm.
- Cyperus chermezonianus Robyns & Tournay
- Cyperus chersinus (N.E.Br.) Kük.
- Cyperus chevalieri Kük.
- Cyperus chinsalensis Podlech
- Cyperus chionocephalus (Chiov.) Chiov. ex Chiarugi
- Cyperus chlorocephalus (C.B.Clarke) Kük.
- Cyperus chordorrhizus Chiov.
- Cyperus chorisanthos C.B.Clarke
- Cyperus chrysocephalus (K.Schum.) Kük.
- Cyperus ciliatus Jungh.
- Cyperus cinereobrunneus Kük.
- Cyperus clarkei T.Cooke
- Cyperus clarus S.T.Blake
- Cyperus clavinux C.B.Clarke
- Cyperus columbiensis Palla
- Cyperus colymbetes Kotschy & Peyr.
- Cyperus commixtus Kük.
- Cyperus compactus Retz.: Sie kommt in Pakistan, Indien, Indonesien, Laos, Malaysia, Myanmar, Papua-Neuguinea, auf den Philippinen, in Sri Lanka, Thailand, Kambodscha, Vietnam, China, Australien, auf Inseln im Indischen Ozean und auf Madagaskar vor.[2]
- Cyperus compressus L.: Sie kommt in Afghanistan, Bangladesch, Bhutan, Indien, Indonesien, Japan, Kaschmir, Laos, Myanmar, Nepal, Pakistan, Papua-Neuguinea, auf den Philippinen, in Sri Lanka, Thailand, Vietnam, China, Taiwan, Afrika, Australien, in Nord-, Mittel- und Südamerika, auf Madagaskar, auf Inseln im Indischen Ozean und im Pazifik vor.[2]
- Cyperus concinnus R.Br.
- Cyperus confertus Sw.
- Cyperus congensis C.B.Clarke
- Cyperus congestus Vahl
- Cyperus conglomeratus Rottb.
- Cyperus conicus (R.Br.) Boeckeler
- Cyperus consors C.B.Clarke
- Cyperus constanzae Urb.
- Cyperus coonoorensis Viji, Pandur., Deepu & G.C.Tucker: Sie wurde 2015 aus dem indischen Bundesstaat Tamil Nadu erstbeschrieben.[7]
- Cyperus coriifolius Boeckeler
- Cyperus cornelii-ostenii Kük.
- Cyperus coronarius (Vahl) Kunth
- Cyperus correllii (T.Koyama) G.C.Tucker
- Cyperus corymbosus Rottb.
- Cyperus costaricensis Gómez-Laur.
- Cyperus cracens K.L.Wilson
- Cyperus crassipes Vahl
- Cyperus cremeomariscus Lye
- Cyperus crispulus K.L.Wilson
- Cyperus cristulatus S.T.Blake
- Cyperus croceus Vahl
- Cyperus cruentus Rottb.
- Cyperus crypsoides J.Kern
- Cyperus cundudoensis Chiov.
- Cyperus cunninghamii (C.B.Clarke) C.A.Gardner
- Cyperus curvistylis J.Kern
- Cyperus cuspidatus Kunth: Sie kommt in Bangladesch, Bhutan, Indien, Indonesien, Kaschmir, Laos, Malaysia, Nepal, Pakistan, auf den Philippinen, Sri Lanka, Thailand, Vietnam, China, Taiwan, in Afrika, Australien, Nord-, Mittel- und Südamerika, auf Inseln im Indischen Ozean und auf Madagaskar vor.[2]
- Cyperus cylindrostachyus Boeckeler
- Cyperus cymulosus Willemet
- Cyperus cyperinus (Retz.) Suringar: Sie kommt in Bangladesch, Bhutan, Indien, Indonesien, Japan, Taiwan, China, Malaysia, Myanmar, Nepal, Papua-Neuguinea, auf den Philippinen, in Sri Lanka, Thailand, Vietnam, im Jemen, im nordöstlichen Australien und auf Inseln im Indischen Ozean und im Pazifik vor.[2]
- Cyperus cyperoides (L.) Kuntze: Sie ist in Sri Lanka, Indien, Kaschmir, Bhutan, Nepal, Pakistan, Myanmar, Thailand, Vietnam, Laos, Korea, China, Taiwan, Japan, Malaysia, Indonesien, Papua-Neuguinea, auf den Philippinen, im tropischen Afrika, in Madagaskar, im nördlichen Australien und auf Inseln im Atlantik, Pazifik und im Indischen Ozean weit verbreitet.[2]
- Cyperus cyprius Post
- Cyperus dactyliformis Boeckeler
- Cyperus dactylotes Benth.
- Cyperus davidsei G.C.Tucker
- Cyperus ×deamii O’Neill
- Cyperus debilis R.Br.
- Cyperus debilissimus Baker
- Cyperus deciduus Boeckeler
- Cyperus decompositus (R.Br.) F.Muell.
- Cyperus densibulbosus Lye
- Cyperus dentatus Torr.
- Cyperus dentoniae G.C.Tucker
- Cyperus denudatus L. f.
- Cyperus derreilema Steud.
- Cyperus diamantinus (D.A.Simpson) Govaerts
- Cyperus dianae Steud.
- Cyperus dichromeniformis Kunth
- Cyperus dichromus C.B.Clarke
- Cyperus dichrostachyus Hochst. ex A.Rich.
- Cyperus dietrichiae Boeckeler
- Cyperus difformis L.: Sie ist in Europa, Südwestasien, in Russland, Usbekistan, Kasachstan, Tadschikistan, Kirgisistan, Afghanistan, Sri Lanka, Indien, Bangladesch, Kaschmir, Bhutan, Nepal, Pakistan, Myanmar, Vietnam, Korea, China, Taiwan, Japan, Thailand, Malaysia, Indonesien, auf den Philippinen, in Papua-Neuguinea, in Afrika, Australien, in Madagaskar und auf Inseln im Indischen Ozean sowie im Pazifik weitverbreitet.[2]
- Cyperus diffusus Vahl: Sie kommt in Bhutan, Indien, Indonesien, Laos, Kambodscha, Malaysia, Myanmar, Nepal, auf den Philippinen, in Sri Lanka, Thailand, Vietnam, China, Taiwan, im nordöstlichen Australien und auf Inseln im Indischen Ozean und im Pazifik vor.[2]
- Cyperus digitatus Roxb.: Sie ist in Sri Lanka, Indien, Nepal, Pakistan, Bangladesch, in Myanmar, Thailand, Laos, Vietnam, China, Taiwan, Indonesien, Malaysia, Papua-Neuguinea, auf den Philippinen, in Afrika, in der Neotropis, in Nordamerika, im tropischen Australien und auf Inseln im Pazifik vor.[2]
- Cyperus dilatatus Schumach.
- Cyperus dioicus I.M.Johnst.
- Cyperus dipsaceus Liebm.
- Cyperus disjunctus C.B.Clarke
- Cyperus distans L. f.: Sie ist in Sri Lanka, Indien, Kaschmir, Bhutan, Nepal, Japan, Laos, Kambodscha, Myanmar, Thailand, Vietnam, China, Taiwan, Papua-Neuguinea, auf den Philippinen, Indonesien, im tropischen Afrika und Australien, in der Neuen Welt, auf Madagaskar und auf Inseln im Indischen Ozean weitverbreitet.[2]
- Cyperus distinctus Steud.
- Cyperus diurensis Boeckeler
- Cyperus dives Delile
- Cyperus diwakarii Wad.Khan & Solanke
- Cyperus drakensbergensis (Vorster) Govaerts
- Cyperus dregeanus Kunth
- Cyperus drummondii Torr. & Hook.
- Cyperus dubius Rottb.: Sie kommt in Indien, Indonesien, Laos, Malaysia, Myanmar, auf den Philippinen, in Sri Lanka, Thailand, Vietnam, China, im tropischen Afrika, im Jemen, in Madagaskar und auf Inseln im Indischen Ozean und im Pazifik vor.[2] Im südöstlichen Australien ist sie ein Neophyt.[2]
- Cyperus duclouxii E.G.Camus: Sie gedeuht in Höhenlagen von 1100 bis 2600 Metern in den chinesischen Provinzen östliches Guizhou, Sichuan sowie Yunnan.[2]
- Cyperus dunensis (Cherm.) Kük.
- Cyperus duripes I.M.Johnst.
- Cyperus durus Kunth
- Cyperus eboracensis R.Booth, D.J.Moore & Hodgon
- Cyperus echinatus (L.) Alph.Wood
- Cyperus eglandulosus (Govind. & Ramani) V.P.Prasad & Govaerts: Diese Neukombination erfolgte 2016.[7]
- Cyperus eglobosus K.L.Wilson
- Cyperus ekmanii Kük.
- Cyperus elatus L.
- Cyperus elegans L.
- Cyperus elephantinus (C.B.Clarke) C.B.Clarke
- Cyperus endlichii Kük.
- Cyperus enervis R.Br.
- Cyperus entrerianus Boeckeler
- Cyperus ephemerus Kukkonen & Väre
- Frischgrünes Zypergras (Cyperus eragrostis Lam.)
- Cyperus eremicus Kukkonen
- Cyperus erythrorrhizos Muhl.
- Erdmandel (Cyperus esculentus L.)
- Cyperus exaltatus Retz.
- Cyperus exilis Willd. ex Kunth
- Cyperus expansus Poir.
- Cyperus familiaris Steud.
- Cyperus fastigiatus Rottb.
- Cyperus fauriei Kük.
- Cyperus feani F.Br.
- Cyperus felipponei Kük.
- Cyperus fendlerianus Boeckeler
- Cyperus ferrugineoviridis (C.B.Clarke) Kük.
- Cyperus fertilis Boeckeler
- Cyperus filiculmis Vahl
- Cyperus filifolius Willd. ex Kunth
- Cyperus filiformis Sw.
- Cyperus filipes Benth.
- Cyperus fischerianus Schimp. ex A.Rich.
- Cyperus fissus Steud.
- Cyperus flaccidus R.Br.
- Cyperus flavoculmis Lye
- Cyperus flexuosus Vahl
- Cyperus floribundus (Kük.) R.Carter & S.D.Jones
- Cyperus floridanus Britton
- Cyperus foliaceus C.B.Clarke
- Cyperus forskalianus Väre & Kukkonen
- Cyperus friburgensis Boeckeler
- Cyperus fucosus K.L.Wilson
- Cyperus fulgens C.B.Clarke
- Cyperus fuligineus Chapm.
- Cyperus fulvoalbescens T.Koyama
- Cyperus fulvus R.Br.
- Cyperus fuscescens Willd. ex Link
- Cyperus fuscovaginatus Kük.
- Braunes Zypergras (Cyperus fuscus L.)
- Cyperus gardneri Nees
- Cyperus gayi (C.B.Clarke) Kük.
- Cyperus giganteus Vahl
- Cyperus gigantobulbes Lye
- Cyperus gilesii Benth.
- Cyperus glaber L.
- Cyperus glaucophyllus Boeckeler
- Knäuel-Zypergras (Cyperus glomeratus L.): Es kommt von Südeuropa bis Ostasien vor.[7] In Mitteleuropa kommt es im Tessin, im Etschtal und unbeständig auch in Deutschland in Baden-Württemberg und in Sachsen vor.[17]
- Cyperus graciliculmis Lye
- Cyperus gracilis R.Br.
- Cyperus granatensis C.B.Clarke
- Cyperus grandibulbosus C.B.Clarke
- Cyperus grandifolius J.G.Anderson
- Cyperus grandis C.B.Clarke
- Cyperus grandisimplex C.B.Clarke
- Cyperus granitophilus McVaugh
- Cyperus grayi Torr.
- Cyperus grayioides Mohlenbr.
- Cyperus grossianus Pedersen
- Cyperus gubanii Väre & Kukkonen
- Cyperus guianensis (C.B.Clarke) Kük.
- Cyperus gunnii Hook. f.
- Cyperus gymnocaulos Steud.
- Cyperus gypsophilus Lye
- Cyperus gyraudinii Steud.
- Cyperus haematocephalus Boeckeler ex C.B.Clarke
- Cyperus haematodes Endl.
- Cyperus hainanensis (Chun & F.C.How) G.C.Tucker
- Cyperus hakonensis Franch. & Sav.
- Cyperus hamulosus M.Bieb.
- Cyperus harrisii Kük.
- Cyperus haspan L.
- Cyperus hayesii (C.B.Clarke) Standl.
- Cyperus helferi Boeckeler
- Cyperus hemisphaericus Boeckeler
- Cyperus hensii C.B.Clarke
- Cyperus hermaphroditus (Jacq.) Standl.
- Cyperus hesperius K.L.Wilson
- Cyperus heterocladus Baker
- Cyperus hieronymi Boeckeler
- Cyperus hilairenus Steud.
- Cyperus hilgendorfianus Boeckeler
- Cyperus hillebrandii Boeckeler
- Cyperus hirtellus (Chiov.) Kük.
- Cyperus holoschoenus R.Br.
- Cyperus holostigma C.B.Clarke ex Schweinf.
- Cyperus holstii Kük.
- Cyperus hoppiifolius Uittien
- Cyperus houghtonii Torr.
- Cyperus humilis Kunth
- Cyperus hypochlorus Hillebr.
- Cyperus hypopitys G.C.Tucker
- Cyperus hystricinus Fernald
- Cyperus imbecillis R.Br.
- Cyperus imbricatus Retz. (Syn.: Cyperus densespicatus Hayata, Cyperus imbricatus var. densespicatus (Hayata) Ohwi, Cyperus imbricatus subsp. elongatus (Boeckeler) T.Koyama, Cyperus imbricatus var. elongatus (Boeckeler) Kük., Cyperus mediorubescens Hayata, Cyperus radiatus Vahl, Cyperus radiatus var. elongatus Boeckeler): Sie ist in den Tropen und Subtropen verbreitet.[7]
- Cyperus impolitus Kunth
- Cyperus impubes Steud.
- Cyperus inaequalis Willemet
- Cyperus incompressus C.B.Clarke
- Cyperus incomtus Kunth
- Cyperus indecorus Kunth
- Cyperus infucatus Kunth
- Cyperus inops C.B.Clarke
- Cyperus ×insidiosus Cherm.
- Cyperus insularis Heenan & de Lange
- Cyperus intricatus Schrad. ex Schult.
- Cyperus involucratus Rottb. (Syn.: Cyperus alternifolius subsp. flabelliformis Kük., Cyperus alternifolius var. flabelliformis (Rottb.) M.R.Almeida, Cyperus flabelliformis Rottb. nom. superfl.): Diese Art wurde lange falsch Cyperus alternifolius L. benannt. Sie wird als Zierpflanze verwendet und wird häufig einfach „Zypergras“ genannt. Sie ist ursprünglich von der Arabischen Halbinsel über Ostafrika bis ins tropische und südliche Afrika sowie auf Inseln des westlichen Indischen Ozeans[7][2] verbreitet und in vielen tropischen bis subtropischen Gebieten ein Neophyt.[1]
- Cyperus iria L.
- Cyperus isabellinus K.L.Wilson
- Cyperus ischnos Schltdl.
- Cyperus ivohibensis (Cherm.) Kük.
- Cyperus ixiocarpus F.Muell.
- Cyperus javanicus Houtt.
- Cyperus jeminicus Rottb.
- Cyperus juncelliformis Peter & Kük.
- Cyperus kabarensis Cherm.
- Cyperus kaessneri C.B.Clarke
- Cyperus kanarensis (V.P.Prasad & N.P.Singh) V.P.Prasad & Govaerts: Diese Neukombination erfolgte 2016.[7]
- Cyperus kappleri Hochst. ex Steud.
- Cyperus karisimbiensis (Cherm.) Kük.
- Cyperus karlschumannii C.B.Clarke
- Cyperus karthikeyanii Wad.Khan & Lakshmin.
- Cyperus kasamensis Podlech
- Cyperus kerstenii Boeckeler
- Cyperus kibweanus J.Duvign.
- Cyperus kilimandscharicus Kük.
- Cyperus kipasensis Cherm.
- Cyperus kirkii C.B.Clarke
- Cyperus kituiensis Muasya
- Cyperus koyaliensis Cherm.
- Cyperus kurzii C.B.Clarke
- Cyperus kwaleensis Lye
- Cyperus kyllingiella Larridon
- Cyperus kyllingiformis Lye
- Cyperus lacunosus Griseb.
- Cyperus laeteflorens (C.B.Clarke) Kük.
- Cyperus laetus J.Presl & C.Presl
- Cyperus laevigatus L.
- Cyperus laevis R.Br.
- Cyperus lancastriensis Porter
- Cyperus lateriticus J.Raynal
- Cyperus latifolius Poir.
- Cyperus latzii K.L.Wilson
- Cyperus laxiflorus Poir.
- Cyperus laxus Lam.
- Cyperus lecontei Torr. ex Steud.
- Cyperus leiocaulon Benth.
- Cyperus lentiginosus Millsp. & Chase
- Cyperus leptocladus Kunth
- Cyperus leucocephalus Retz.
- Cyperus lhotskyanus Beck
- Cyperus ligularis L.
- Cyperus limiticola Larridon & Reynders
- Cyperus limosus Maxim.
- Cyperus linearispiculatus T.L.Dai
- Cyperus locuples C.B.Clarke
- Cyperus longifolius Poir.
- Cyperus longiinvolucratus Lye
- Cyperus longispicula Muasya & D.A.Simpson
- Cyperus longistylus Kük.
- Langes Zypergras, Hohes Zypergras (Cyperus longus L.): Es gibt zwei Unterarten:
  - Kastanienbraunes Zypergras (Cyperus longus subsp. badius (Desf.) Bonnier & Layens, Syn.: Cyperus badius Desf., Cyperus longus var. badius (Desf.) Cambess.)
  - Cyperus longus L. subsp. longus
- Cyperus lucidus R.Br.
- Cyperus luerssenii Boeckeler
- Cyperus lundellii O’Neill
- Cyperus lupulinus (Spreng.) Marcks
- Cyperus luteus Boeckeler
- Cyperus luzulae (L.) Retz.
- Cyperus macer C.B.Clarke
- Cyperus macropachycephalus Goetgh.
- Cyperus macrophyllus (Brongn.) Boeckeler
- Cyperus macrorrhizus Nees
- Cyperus maculatus Boeckeler
- Cyperus maderaspatanus Willd.
- Cyperus majungensis Cherm.
- Cyperus malaccensis Lam.
- Cyperus mangorensis Cherm.
- Cyperus manimae Kunth
- Cyperus mapanioides C.B.Clarke
- Cyperus maranguensis K.Schum.
- Cyperus margaritaceus Vahl
- Cyperus marginatus Thunb.
- Cyperus marlothii Boeckeler
- Cyperus marojejyensis Bosser
- Cyperus marquisensis F.Br.
- Cyperus matagoroensis Muasya & D.A.Simpson
- Cyperus matudae G.C.Tucker
- Cyperus mauretaniensis Väre & Kukkonen
- Cyperus mauritianus Willemet
- Cyperus medusaeus Chiov.
- Cyperus meeboldii Kük.
- Cyperus megalanthus (Kük.) G.C.Tucker
- Cyperus meistostylus S.T.Blake
- Cyperus meridionalis Barros
- Cyperus ×mesochorus Geise
- Cyperus meyenianus Kunth
- Cyperus meyerianus Kunth
- Zwerg-Zypergras (Cyperus michelianus (L.) Delile)
- Cyperus michoacanensis Britton ex C.B.Clarke
- Cyperus micrantherus Cherm.
- Cyperus microbolbos C.B.Clarke
- Cyperus microbrunneus G.C.Tucker
- Cyperus microcephalus R.Br.
- Cyperus microcristatus Lye
- Cyperus microglumis D.A.Simpson
- Cyperus microiria Steud.
- Cyperus micromariscus Lye
- Cyperus micromedusaeus Lye
- Cyperus micropelophilus Lye
- Cyperus microumbellatus Lye
- Cyperus miliifolius Poepp. & Kunth
- Cyperus mirus C.B.Clarke
- Cyperus mitis Steud.
- Cyperus mogadoxensis Chiov.
- Cyperus molliglumis Cherm.
- Cyperus mollipes (C.B.Clarke) K.Schum.
- Cyperus monospermus (S.M.Huang) G.C.Tucker
- Cyperus moutona F.Br.
- Cyperus mudugensis D.A.Simpson
- Cyperus multifolius Kunth
- Cyperus multinervatus Bosser
- Cyperus multispicatus Boeckeler
- Cyperus multispiceus R.Booth, D.J.Moore & Hodgon
- Cyperus mundulus Kunth
- Cyperus muniziae G.C.Tucker
- Cyperus mutisii (Kunth) Andersson
- Cyperus mwinilungensis Podlech
- Cyperus myrmecias Ridl.
- Cyperus nanellus Tang & F.T.Wang
- Cyperus nanus Willd.
- Cyperus natalensis Hochst. ex C.Krauss
- Cyperus nayaritensis G.C.Tucker
- Cyperus nduru Cherm.
- Cyperus nemoralis Cherm.
- Cyperus neoguinensis Kük.
- Cyperus neokunthianus Kük.
- Cyperus nervosostriatus Turrill
- Cyperus nigrofuscus T.L.Dai
- Cyperus niigatensis Ohwi
- Cyperus nipponicus Franch. & Sav.
- Cyperus niveoides C.B.Clarke
- Cyperus niveus Retz.
- Cyperus noeanus Boiss.
- Cyperus nutans Vahl
- Cyperus nyassensis (Podlech) Lye
- Cyperus nyererei Lye
- Cyperus obbiadensis Chiov.
- Cyperus oblongoincrassatus Kük.
- Cyperus obtusus Willemet
- Cyperus ochraceus Vahl
- Cyperus odoratus L.
- Cyperus ohwii Kük.
- Cyperus onerosus M.C.Johnst.
- Cyperus orgadophilus K.L.Wilson
- Cyperus ornatus R.Br.
- Cyperus orthostachyus Franch. & Sav.
- Cyperus ossicaulis Lye
- Cyperus ovatus Baldwin
- Cyperus owanii Boeckeler
- Cyperus oxycarpus S.T.Blake
- Cyperus oxylepis Nees ex Steud.
- Cyperus pachycephalus J.Kern
- Cyperus pacificus (Ohwi) Ohwi
- Cyperus palianparaiensis Govind.
- Cyperus pallidicolor (Kük.) G.C.Tucker
- Cyperus panamensis (C.B.Clarke) Britton ex Standl.
- Cyperus pandanophyllum C.B.Clarke
- Cyperus pangorei Rottb.
- Cyperus paniceus (Rottb.) Boeckeler
- Pannonisches Zypergras (Cyperus pannonicus Jacq.): Es kommt von Mittel- und Südosteuropa bis China vor.[7] In Mitteleuropa kommt es im Burgenland im Seewinkel vor und kam früher in Niederösterreich vor.[17]
- Cyperus paolii Chiov.
- Echter Papyrus (Cyperus papyrus L.): Die etwa vier Unterarten kommen in Afrika sowie in Madagaskar und Inseln des westlichen Indischen Ozeans vor.[7]
- Cyperus parishii Britton
- Cyperus pearcei C.B.Clarke
- Cyperus pectinatus Vahl
- Cyperus pedunculosus F.Muell.
- Cyperus pendulus Cherm.
- Cyperus penicillatus Conz.
- Cyperus pennatiformis Kük.
- Cyperus pennellii O’Neill & Ben.Ayers
- Cyperus pentabracteatus Govind. & Hemadri
- Cyperus perangustus S.T.Blake
- Cyperus perennis (M.E.Jones) O’Neill
- Cyperus permacer C.B.Clarke
- Cyperus pernambucensis Steud.
- Cyperus perrieri (Cherm.) Hoenselaar
- Cyperus phaeolepis Cherm.
- Cyperus phillipsiae (C.B.Clarke) Kük.
- Cyperus phleoides (Nees ex Kunth) H.Mann
- Cyperus picardae Boeckeler
- Cyperus pilosulus (C.B.Clarke) K.Schum. ex Kük.
- Cyperus pilosus Vahl
- Cyperus pinetorum Britton
- Cyperus planifolius Rich.
- Cyperus plantaginifolius Cherm.
- Cyperus plateilema (Steud.) Kük.
- Cyperus platycaulis Baker
- Cyperus platyphyllus Roem. & Schult.
- Cyperus platystylis R.Br.
- Cyperus plukenetii Fernald
- Cyperus pluribracteatus (Kük.) Govaerts
- Cyperus pluricephalus Lye
- Cyperus plurinervosus Bodard
- Cyperus podocarpus Boeckeler
- Cyperus poecilus C.B.Clarke
- Cyperus poeppigii Kunth
- Cyperus pohlii (Nees) Steud.
- Cyperus polyanthelus Govind.
- Cyperus portae-tartari K.L.Wilson
- Cyperus praemorsus Boeckeler
- Cyperus pratensis Boeckeler
- Cyperus procerus Rottb.
- Cyperus prolifer Lam.
- Cyperus prolixus Kunth
- Cyperus psammophilus Cherm.
- Cyperus pseuderemicus Kukkonen & Väre
- Cyperus pseudobrunneus (C.B.Clarke ex Cherm.) Kük.
- Cyperus pseudodistans Uittien
- Cyperus pseudopetiolatus G.C.Tucker
- Cyperus pseudopilosus (C.B.Clarke) Govaerts
- Cyperus pseudosomaliensis Kük.
- Cyperus pseudothyrsiflorus (Kük.) R.Carter & S.D.Jones
- Cyperus pseudovegetus Steud.
- Cyperus pseudovestitus (C.B.Clarke) Kük.
- Cyperus pubens Kük.
- Cyperus pulchellus R.Br.
- Cyperus pulcher Thunb.
- Cyperus pulcherrimus Willd. ex Kunth
- Cyperus pulguerensis M.T.Strong
- Cyperus pulicaris Kük.
- Cyperus purpureoviridis Lye
- Cyperus pustulatus Vahl
- Cyperus pycnostachyus (Kunth) Kunth
- Cyperus radians Nees & Meyen ex Kunth
- Cyperus ramosus (Benth.) Kük.
- Cyperus rapensis F.Br.
- Cyperus recurvispicatus Lye
- Cyperus redolens Maury ex Micheli
- Cyperus reduncus Hochst. ex Boeckeler
- Cyperus reflexus Vahl
- Cyperus refractus Engelm. ex Boeckeler
- Cyperus regiomontanus Britton
- Cyperus rehmii Merxm.
- Cyperus remotispicatus S.S.Hooper
- Cyperus remotus (C.B.Clarke) Kük.
- Cyperus renschii Boeckeler
- Cyperus retroflexus Buckley
- Cyperus retrofractus (L.) Torr.
- Cyperus retrorsus Chapm.
- Cyperus rheophyticus Lye
- Cyperus rhynchosporoides Kük.
- Cyperus rigens J.Presl & C.Presl
- Cyperus rigidellus (Benth.) J.M.Black
- Cyperus rigidifolius Steud.
- Cyperus robinsonii Podlech
- Cyperus rockii Kük.
- Cyperus rohlfsii Boeckeler
- Knolliges Zypergras (Cyperus rotundus L.)
- Teneriffa-Zypergras (Cyperus rubicundus Vahl, Syn: Cyperus teneriffae Poir.)
- Cyperus rufostriatus C.B.Clarke ex Cherm.
- Cyperus rupestris Kunth
- Cyperus rupicola S.T.Blake
- Cyperus sahelii Väre & Kukkonen
- Cyperus sandwicensis Kük.
- Cyperus sanguineoater Boeckeler
- Cyperus sartorii Kük.
- Cyperus scaber (R.Br.) Boeckeler
- Cyperus scabricaulis Lye
- Cyperus scariosus R.Br.
- Cyperus schaffneri Boeckeler
- Cyperus schimperianus Steud.
- Cyperus schinzii Boeckeler
- Cyperus schlechteri C.B.Clarke
- Cyperus schoenomorphus Steud.
- Cyperus schomburgkianus Nees
- Cyperus schweinfurthii (Chiov.) Kük.
- Cyperus schweinitzii Torr.
- Cyperus sciaphilus Cherm.
- Cyperus scleropodus Chiov.
- Cyperus sculptus S.T.Blake
- Cyperus secubans K.L.Wilson
- Cyperus seemannianus Boeckeler
- Cyperus semifertilis S.T.Blake
- Cyperus semiochraceus Boeckeler
- Cyperus semitrifidus Schrad.
- Cyperus sensilis Baijnath
- Spätblühendes Zypergras (Cyperus serotinus Rottb.): Es kommt von Südeuropa bis Ostasien vor.[7]
- Cyperus seslerioides Kunth
- Cyperus setigerus Torr. & Hook.
- Cyperus sexangularis Nees
- Cyperus sexflorus R.Br.
- Cyperus sharonensis Danin & Kukkonen
- Cyperus sharpei R.Booth, D.J.Moore & Hodgon
- Cyperus sieberianus Spreng.
- Cyperus sikkimensis Kük.
- Cyperus silletensis Nees
- Cyperus simaoensis Y.Y.Qian
- Cyperus simplex Kunth
- Cyperus simpsonii (Muasya) Larridon
- Cyperus solidifolius Boeckeler
- Cyperus solidus Kunth
- Cyperus somalidunensis Lye
- Cyperus somaliensis C.B.Clarke
- Cyperus soongoricus Kar. & Kir.
- Cyperus sordidus J.Presl & C.Presl
- Cyperus soyauxii Boeckeler
- Cyperus spectabilis Link
- Cyperus sphacelatus Rottb.
- Cyperus sphaerocephalus Vahl
- Cyperus sphaeroideus L.A.S.Johnson & O.D.Evans
- Cyperus sphaerolepis Boeckeler
- Cyperus sphaerospermus Schrad.
- Cyperus spiralis Larridon
- Cyperus splendens (Cherm.) Kük.
- Cyperus sporobolus R.Br.
- Cyperus squarrosus L.
- Cyperus steadii Kük.
- Cyperus stenophyllus J.V.Suringar
- Cyperus stoloniferus Retz.
- Cyperus stradbrokensis Domin
- Cyperus stramineoferrugineus Kük.
- Cyperus strigosus L.
- Cyperus subaequalis Baker
- Cyperus subbadius Kük.
- Cyperus subcaracasanus Kük.
- Cyperus subcastaneus D.A.Simpson
- Cyperus subfuscus Debeaux
- Cyperus submicrolepis Kük.
- Cyperus subpapuanus Kük.
- Cyperus subtenax Kük.
- Cyperus subtenuis (Kük.) M.T.Strong
- Cyperus subtilis (Kük.) Väre & Kukkonen
- Cyperus subulatus R.Br.
- Cyperus surinamensis Rottb.
- Cyperus svensonii G.C.Tucker
- Cyperus swartzii (A.Dietr.) Boeckeler ex Kük.
- Cyperus szechuanensis T.Koyama
- Cyperus tabina Steud. ex Boeckeler
- Cyperus tabularis Schrad.
- Cyperus tacnensis Nees & Meyen
- Cyperus tanganyicanus (Kük.) Lye
- Cyperus tanyphyllus Ridl.
- Cyperus tatandaensis Muasya & D.A.Simpson
- Cyperus tempeae G.C.Tucker
- Cyperus tenax Boeckeler
- Cyperus tenerrimus J.Presl & C.Presl
- Cyperus tenuiculmis Boeckeler
- Cyperus tenuis Sw.
- Cyperus tenuispica Steud.
- Cyperus tenuispiculatus Boeckeler
- Cyperus tetracarpus Boeckeler
- Cyperus tetraformis Desv.
- Cyperus tetragonus Elliott
- Cyperus tetraphyllus R.Br.
- Cyperus textilis Thunb.
- Cyperus thomsonii Boeckeler
- Cyperus thorelii E.G.Camus
- Cyperus thorncroftii McClean
- Cyperus thunbergii Vahl
- Cyperus thyrsiflorus Jungh. ex Schltdl.
- Cyperus tomaiophyllus K.Schum.
- Cyperus tonkinensis C.B.Clarke
- Cyperus trachysanthos Hook. & Arn.
- Cyperus trailii C.B.Clarke
- Cyperus trialatus (Boeckeler) J.Kern
- Cyperus trichodes Griseb.
- Cyperus trigonellus Suess.
- Cyperus trinervis R.Br.
- Cyperus trisulcus D.Don
- Cyperus × turbatus Baijnath
- Cyperus turrialbanus Gómez-Laur.
- Cyperus turrillii Kük.
- Cyperus tweediei C.B.Clarke
- Cyperus uncinulatus Schrad. ex Nees
- Cyperus undulatus Kük.
- Cyperus unicolor Boeckeler
- Cyperus unifolius Boeckeler
- Cyperus unispicatus Bauters, Reynders & Goetgh.
- Cyperus urbanii Boeckeler
- Cyperus usitatus Burch. ex Roem. & Schult.
- Cyperus ustulatus A.Rich.
- Cyperus vaginatus R.Br.
- Cyperus vandervekenii Reynders, Dhooge & Goetgh.
- Cyperus varicus (C.B.Clarke ex Cherm.) Kük.
- Cyperus ventricosus R.Br.
- Cyperus vestitus Hochst. ex C.Krauss
- Cyperus victoriensis C.B.Clarke
- Cyperus virens Michx.
- Cyperus viscidulus K.L.Wilson
- Cyperus volckmannii Phil.
- Cyperus volodia Cherm.
- Cyperus vorsteri K.L.Wilson
- Cyperus wallichianus Spreng.
- Cyperus whitmeei (C.B.Clarke) Kük.
- Cyperus wilburii G.C.Tucker
- Cyperus wissmannii O.Schwartz
- Cyperus xanthostachyus Steud.
- Cyperus xerophilus Cherm.
- Cyperus yadavii Wad.Khan, D.P.Chavan & Solanke
- Cyperus zanzibarensis C.B.Clarke
- Cyperus zollingeri Steud.
- Cyperus zollingerioides C.B.Clarke

Nicht zur Gattung Cyperus gehören Arten, die zu Pycreus gestellt wurden, beispielsweise:
- Gelbliches Zypergras - Cyperus flavescens L. → Pycreus flavescens (L.) Rchb.
- Cyperus flavidus Retz. und Cyperus globosus All. → Pycreus flavidus (Retz.) T.Koyama
- Cyperus mundii (Nees) Kunth → Pycreus mundii Nees (Syn.: Cyperus eragrostis Willk. & Lange non Lam.)
- Cyperus polystachyos Rottb. und Cyperus sonderi J.A.Schmidt → Pycreus polystachyos (Rottb.) P.Beauv.
- Cyperus sanguinolentus Vahl → Pycreus sanguinolentus (Vahl) Nees

## Etymologie
Der Gattungsname Cyperus wurde schon von Plinius dem Älteren für das Zypergras verwendet. Der Name leitet sich vom griechischen kýperon ab, was eine Wasser- oder Wiesenpflanze mit aromatischer Wurzel bezeichnete (Homer, Theophrast, Herodot). Vielleicht stammt es vom mykenischen kuparo- ab, das als Cyperus longus gedeutet wird. Ein Zusammenhang mit griechisch kypros Hennastrauch und kýprion Wegerich, die beide als semitische Lehnwörter angesehen werden, wird diskutiert, ist aber unsicher.

## Nutzung
Wenige Arten werden genutzt. Erdmandel (Cyperus esculentus) und Nussgras (Cyperus rotundus) dienen als Nahrungsmittel. Aus dem Echten Papyrus (Cyperus papyrus) wurde Papyrus hergestellt. Cyperus alternifolius wird als Zimmerpflanze verwendet.

## Geschichte

### Historische Abbildungen

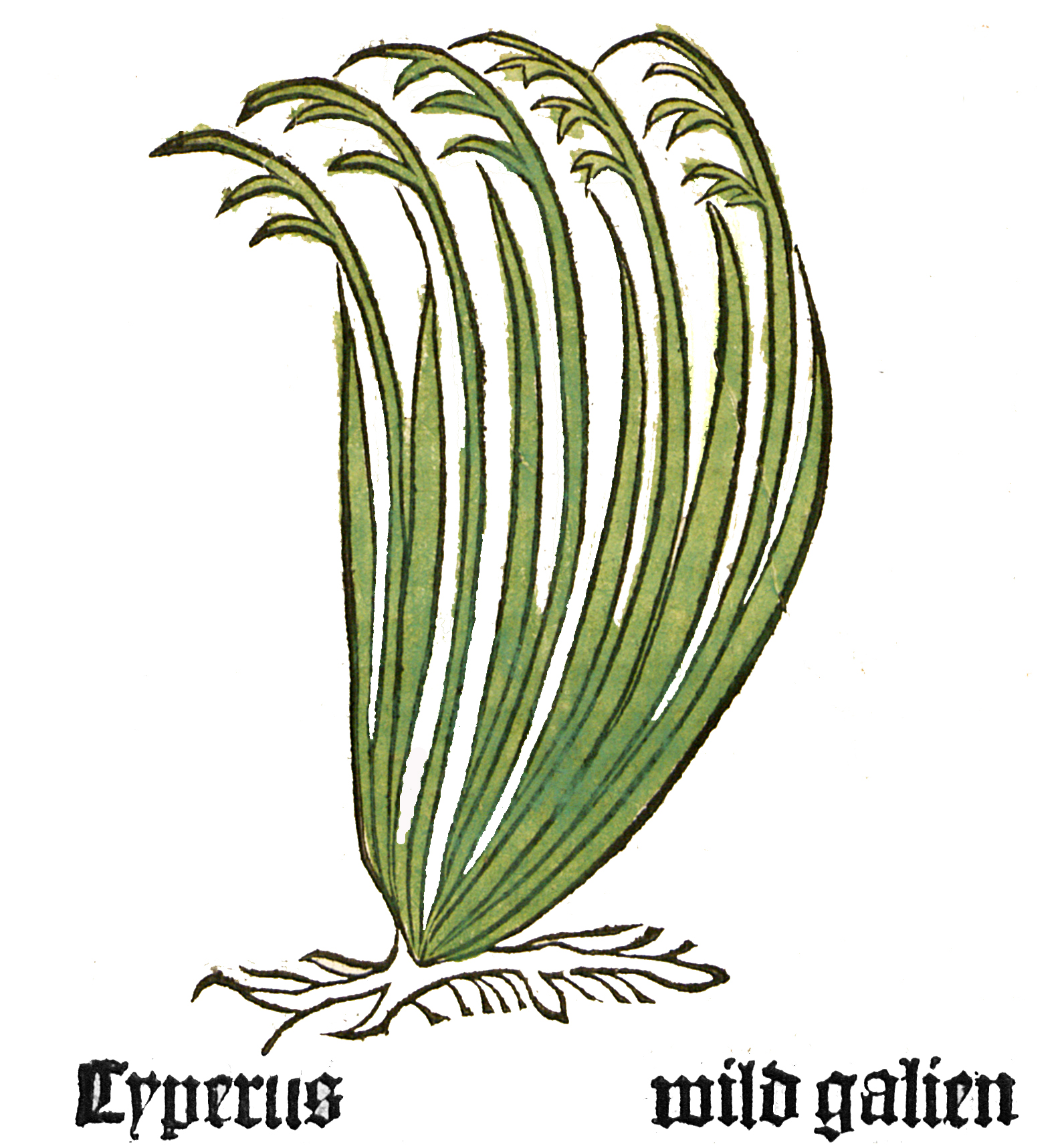
Herbarius Moguntinus 1484
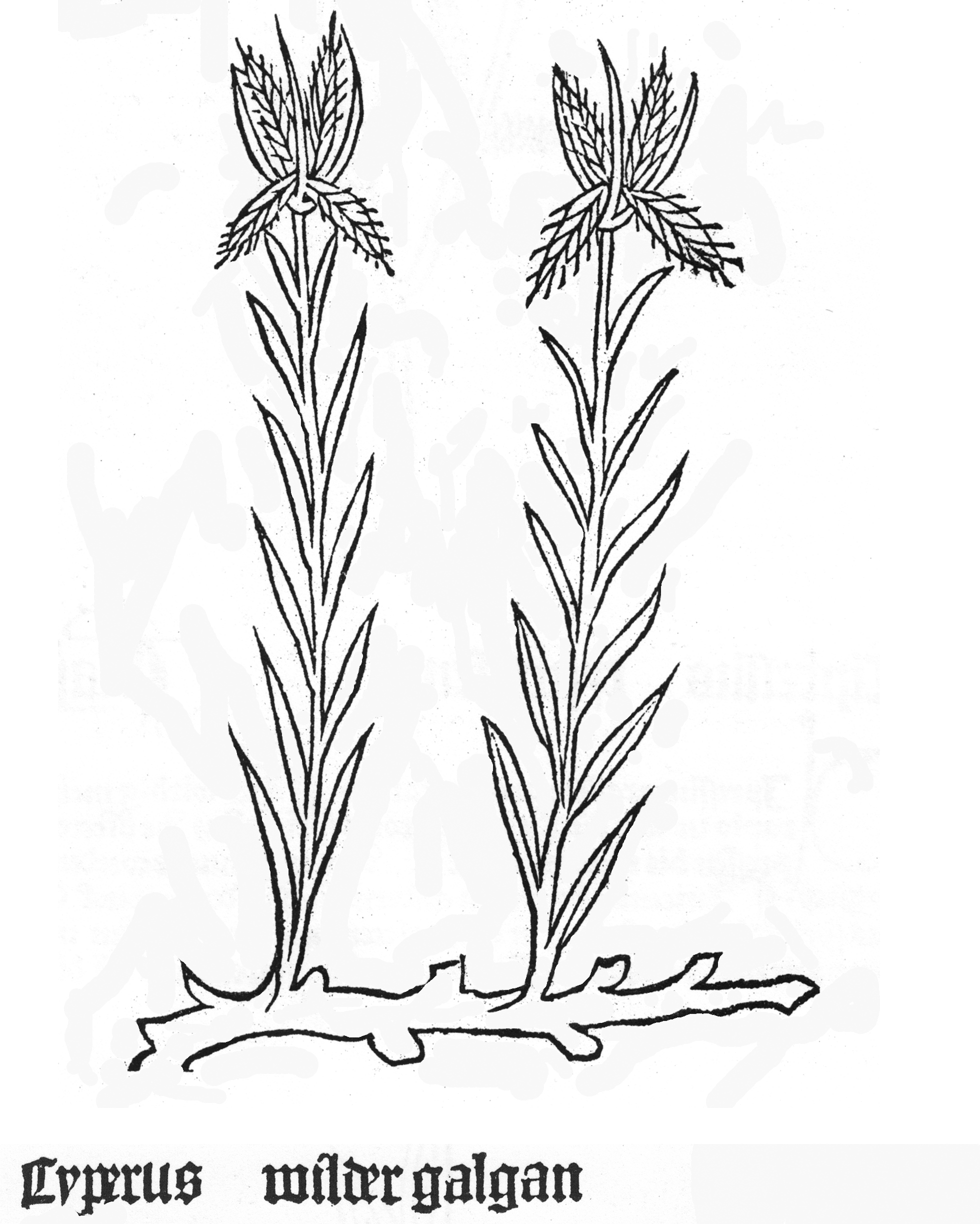
Gart der Gesundheit 1485
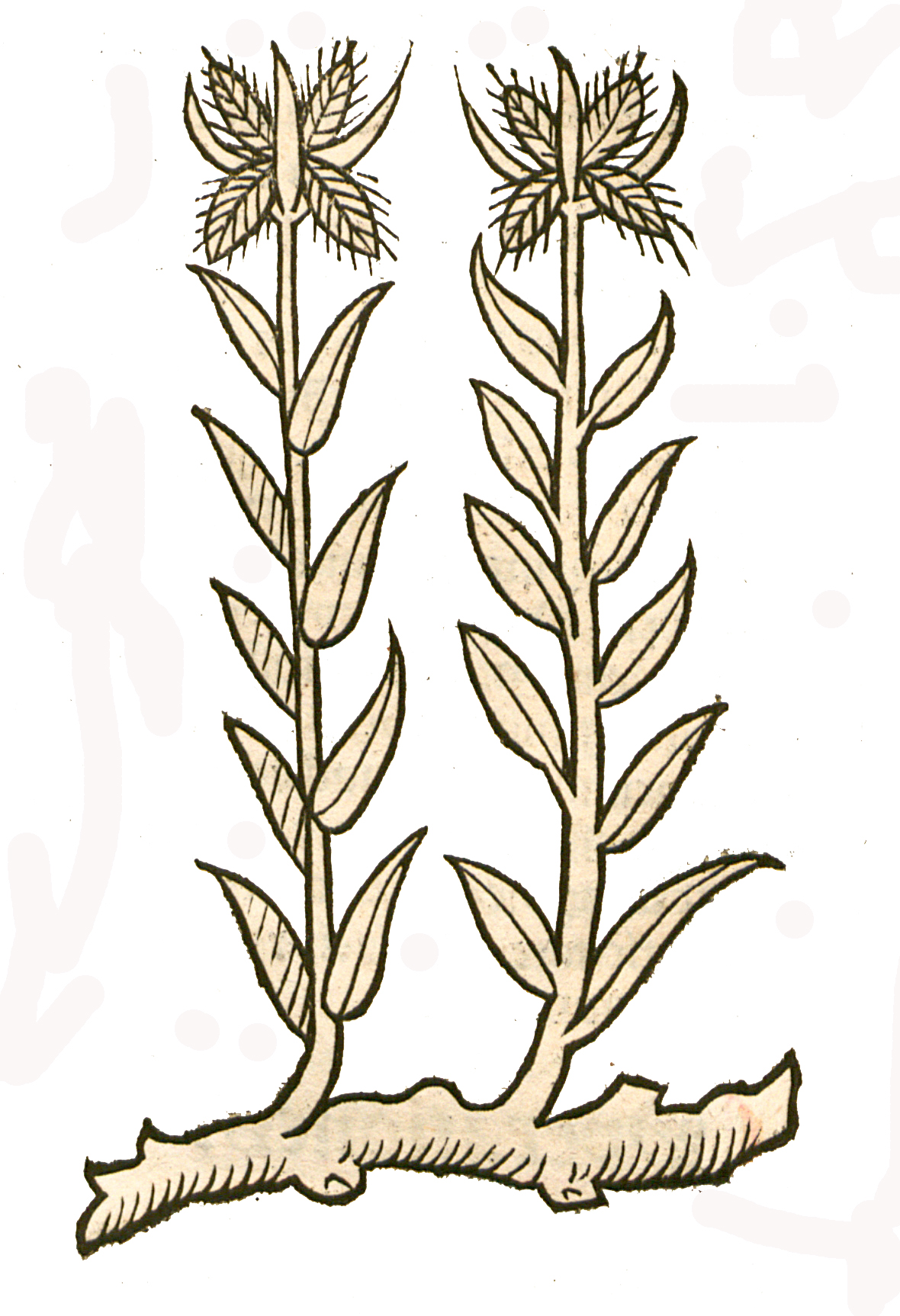
Hortus sanitatis 1491

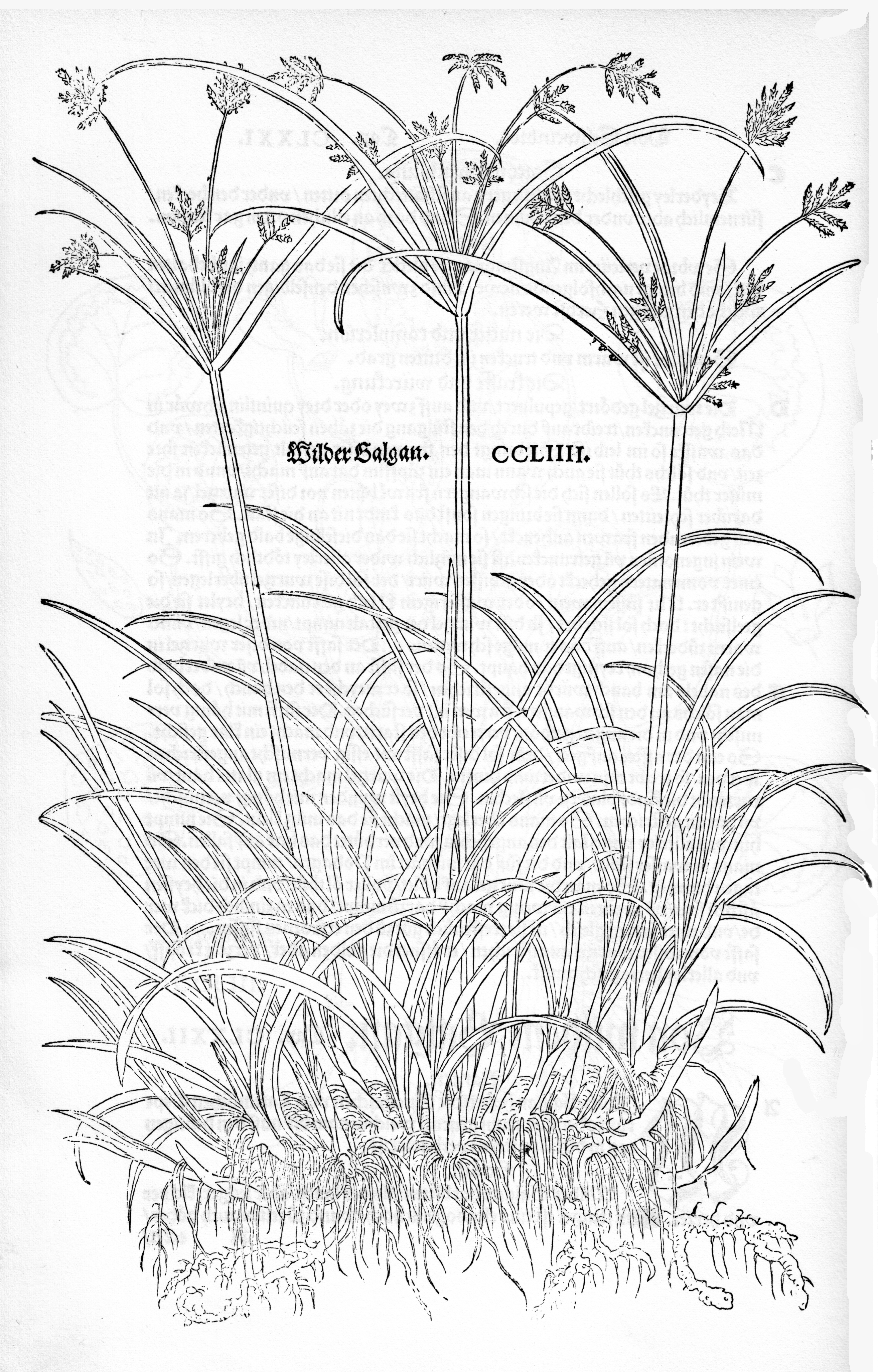
Leonhart Fuchs 1543
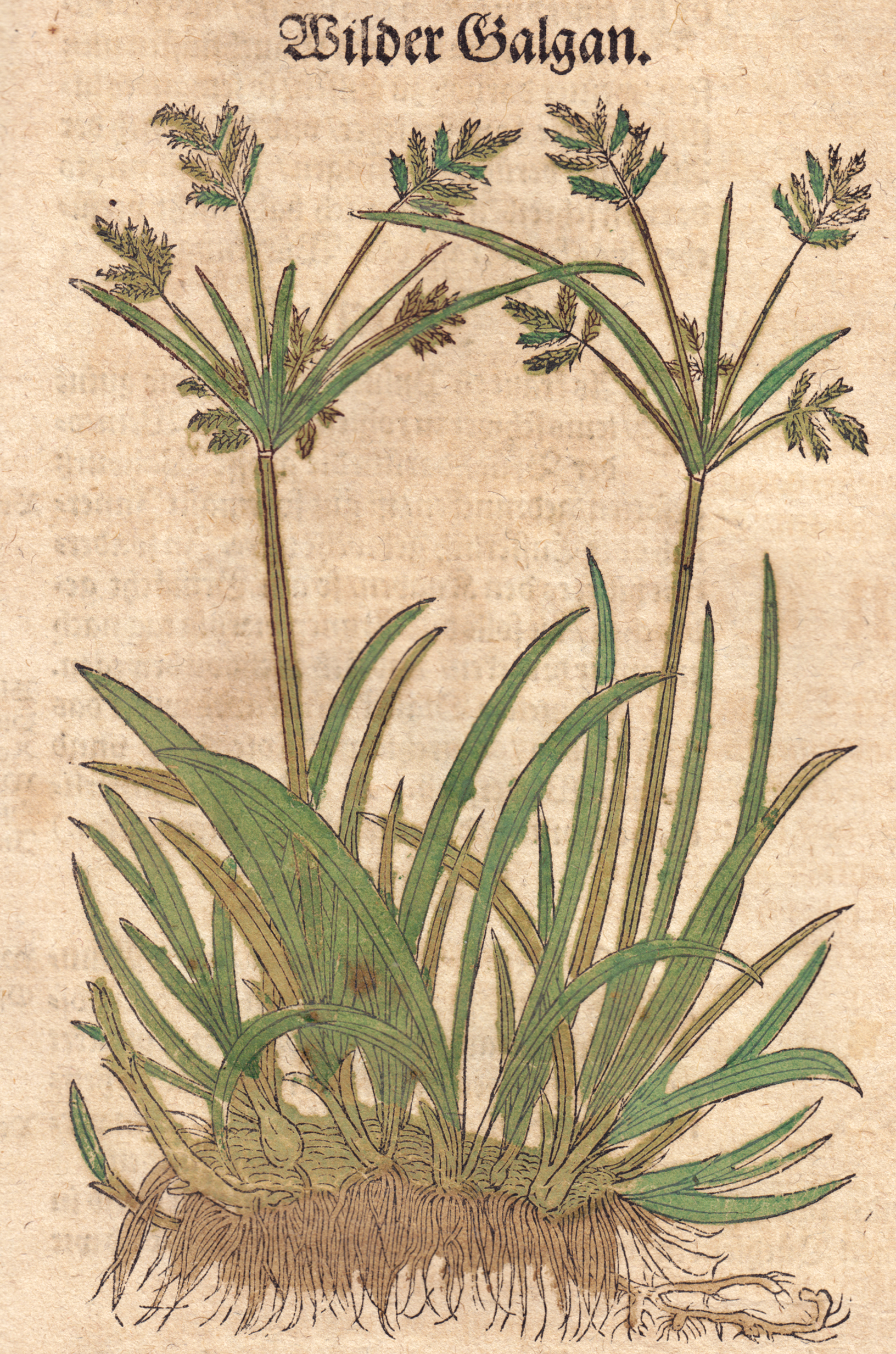
Hieronymus Bock 1546
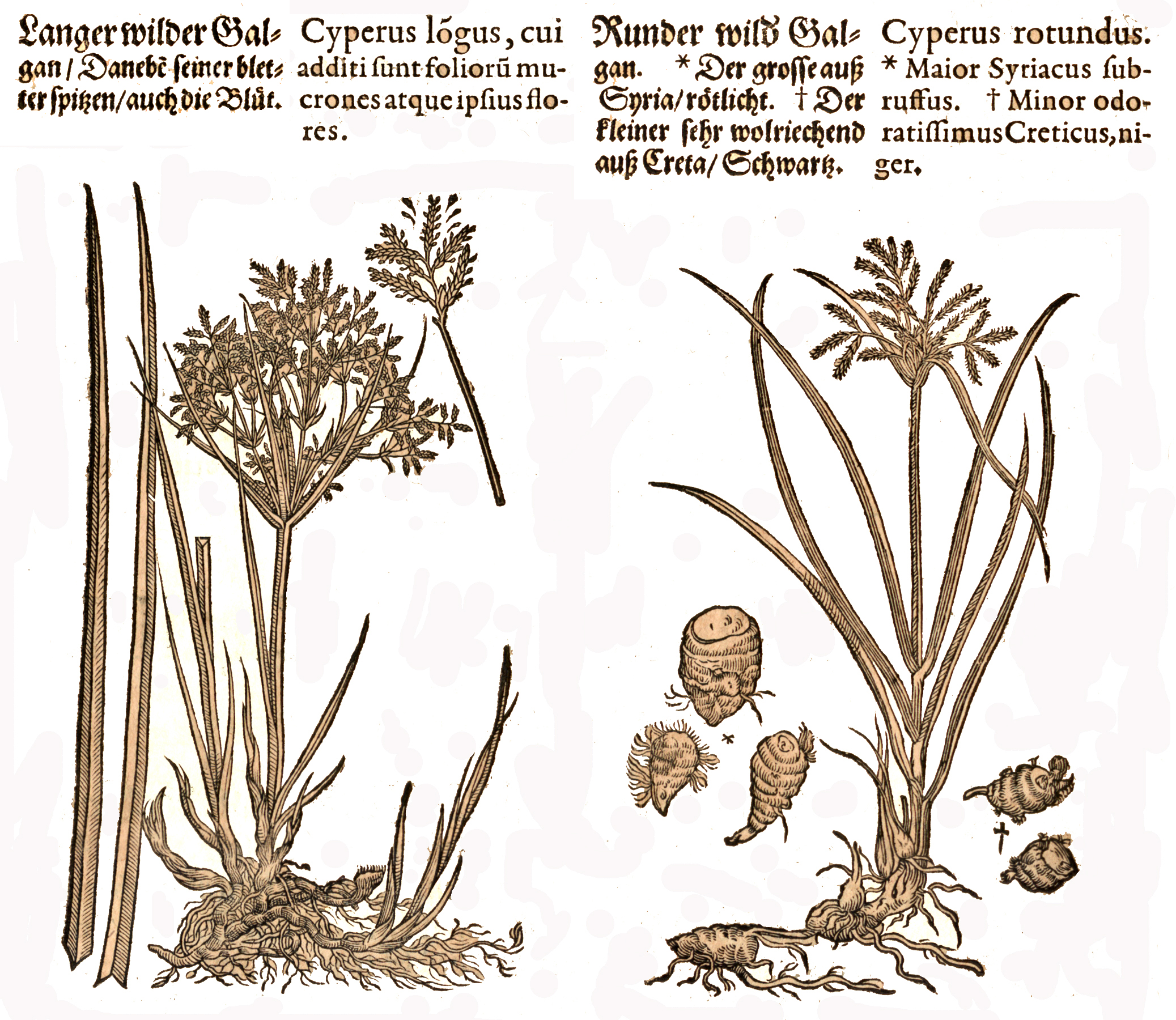
Mattioli / Handsch / Camerarius 1586